# Умершие в январе 2018 года
Это список известных людей, соответствующих установленным критериям значимости (см. Википедия:Критерии значимости персоналий), умерших в январе 2018 года.
Причина смерти указывается лишь в исключительных случаях (убийство, самоубийство, гибель в результате военных действий, смертная казнь, ДТП или несчастные случаи). В остальных случаях — не указывается.

## 31 января

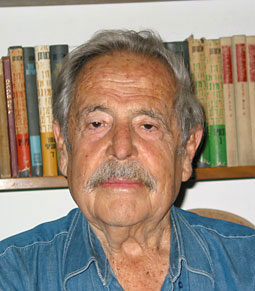
Хаим Гури

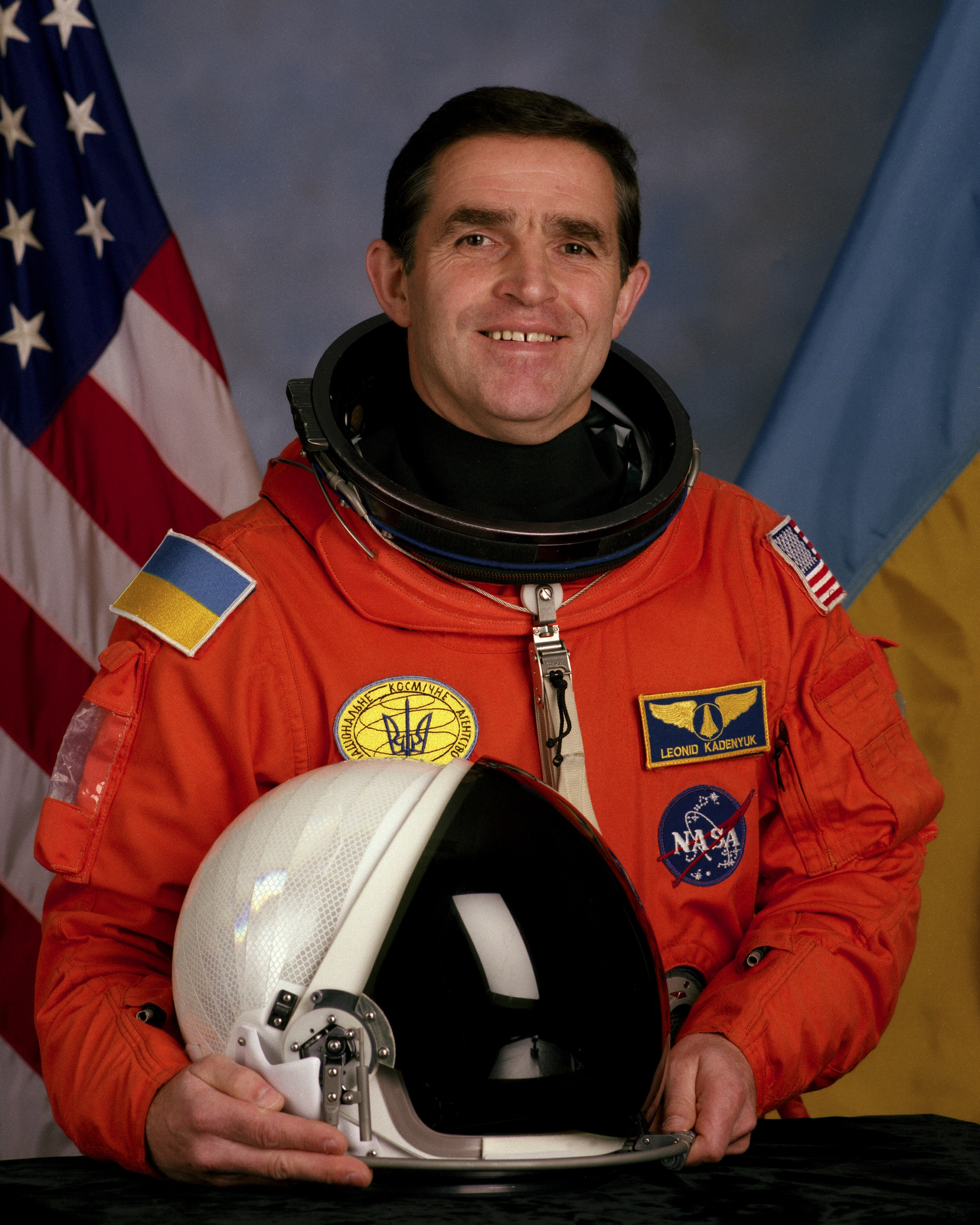
Леонид Каденюк

- Бала, Харадин (60) —  солдат Армии освобождения Косова, бывший охранник лагеря «Лапушник» и осуждённый военный преступник[1].
- Алон, Дан (72) — израильский фехтовальщик, участник Олимпийских игр (1972)[2].
- Батлер, Расуал (38) — американский баскетболист; ДТП[3].
- Гиллис, Энн (90) — американская актриса[4].
- Гури, Хаим (94) — израильский прозаик и поэт, переводчик, журналист, кинорежиссёр[5].
- Едлицкий, Ежи (87) — польский историк идей, экономист, председатель Общества против антисемитизма и ксенофобии[6].
- Каденюк, Леонид Константинович (67) — украинский космонавт, Герой Украины (1999)[7].
- Резников, Анатолий Израилевич (77) — советский и немецкий режиссёр-мультипликатор, заслуженный деятель искусств Российской Федерации (2012)[8].
- Тихомирова, Тамара Александровна (93) — советская актриса театра, вдова Артура Эйзена (kino-teatr).
- Тонких, Вячеслав Константинович (77) — советский и российский военный деятель, генерал-лейтенант, начальник ракетного полигона «Капустин Яр» (1991—1997)[9].
- Хасанов, Каххор Гафурович (90) — советский и таджикский партийный и государственный деятель, первый секретарь ЦК ЛКСМ Таджикистана, первый секретарь Ленинабадского горкома партии, председатель Госкомитета Таджикской ССР по профтехобразованию[10].

## 30 января

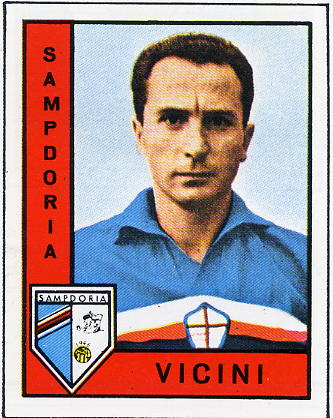
Адзельо Вичини

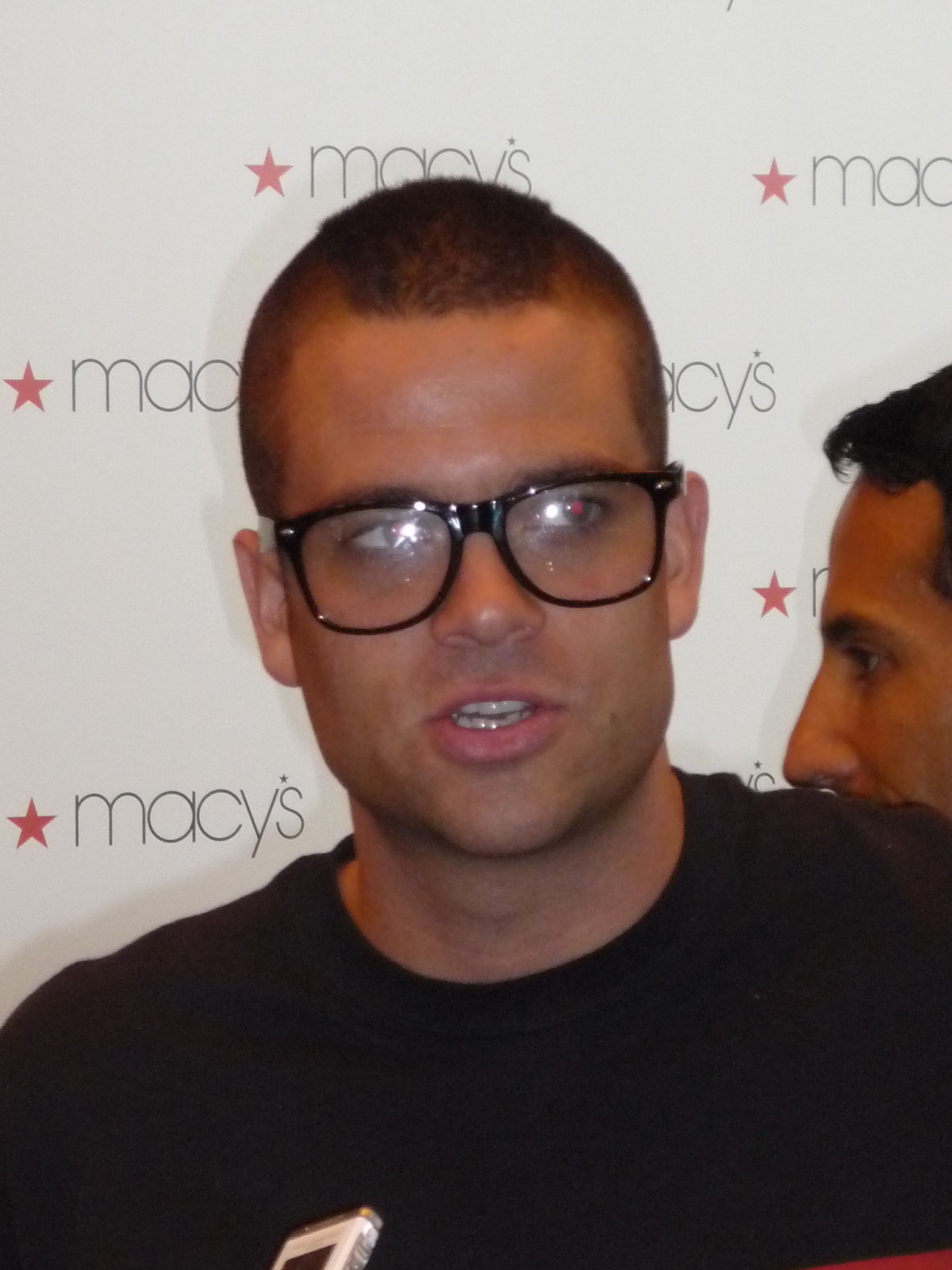
Марк Саллинг

- Балалыкина, Эмилия Агафоновна (80) — советский и российский лингвист, доктор филологических наук, профессор, заслуженный деятель науки Республики Татарстан[11].
- Ванага, Чинтаман (61) — индийский политик, депутат Лок Сабхи[12].
- Вичини, Адзельо (84) — итальянский футболист и тренер[13].
- Мирски, Нили (74) — израильская писательница и литературный переводчик[14].
- Прохоров, Василий Иванович (80) — советский российский военный деятель, бывший заместитель начальника Главного управления Генерального штаба Вооружённых Сил СССР — начальник политического отдела, генерал-лейтенант в отставке[15]
- Саллинг, Марк (35) — американский музыкант и актёр; самоубийство[16].
- Скотт, Клайд (93) — американский легкоатлет (барьерист), серебряный призёр летних Олимпийских игр в Лондоне (1948)[17].
- Сотников, Юрий Васильевич (67) — экс-глава Управления ФСБ России по Алтайскому краю, генерал-майор в отставке[18]
- Яшуркаев, Султан Сайдалиевич (75) — советский и российский чеченский поэт и писатель[19].

## 29 января

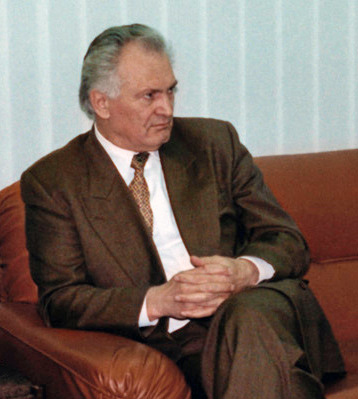
Ион Чубук

- Месарош, Янош (90) — венгерский ветеринар, иностранный член ВАСХНИЛ/РАСХН (1988—2014), иностранный член РАН (2014)[20].
- Нуньес, Франсиско (113) — испанский долгожитель, старейший верифицированный мужчина планеты (с 2017), участник Гражданской войны в Испании[21].
- Фурсенко, Сергей Михайлович (80) — советский и украинский архитектор, работавший в Черкассах[22].
- Чубук, Ион Кондратьевич (74) — молдавский государственный деятель, премьер-министр Молдовы (1997—1999)[23].

## 28 января

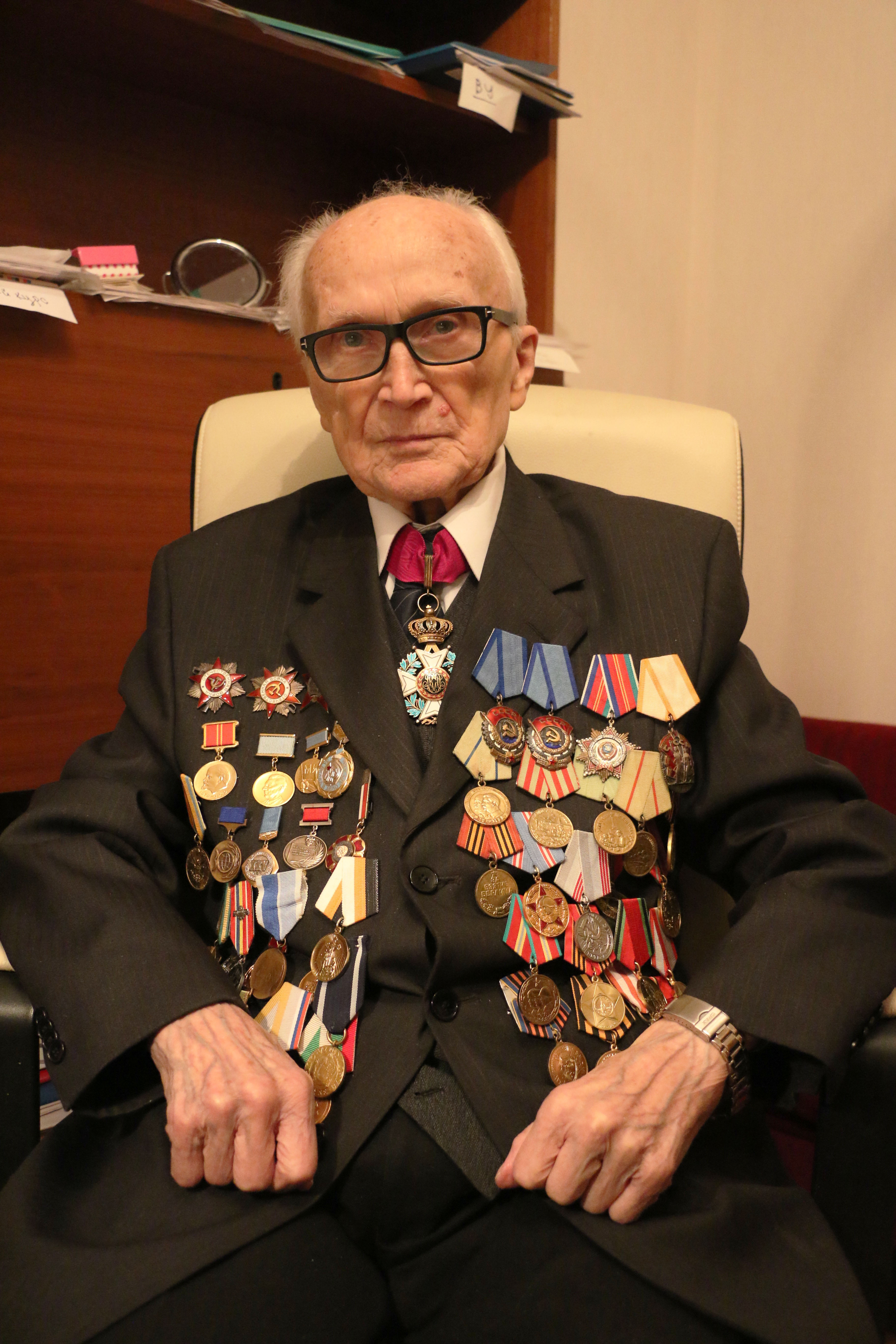
Яков Ломко

Николай Мухин

- Богуславская, Нелли Захаровна (82) — советская и белорусская эстрадная певица, заслуженная артистка БССР, вдова Измаила Капланова[24].
- Валкувна, Барбара (85) — польская актриса[25].
- Граужис, Олег Александрович (73) — советский и украинский архитектор, руководитель восстановления Успенского собора Киево-Печерской лавры[26]
- Казьмин, Геннадий Петрович (83) — советский партийный деятель, первый секретарь Красноярского крайкома КПСС (1990—1991)[27].
- Лакур, Рольф (80) — западногерманский борец греко-римского стиля, серебряный призёр чемпионат мира по борьбе в Манчестере (1965)[28].
- Ломко, Яков Алексеевич (100) — советский и российский общественный деятель, журналист, глава объединённой редакции газеты «Московские новости» (1960—1980), участник Великой Отечественной войны[29].
- Мухин, Николай Алексеевич (81) — советский и российский терапевт, директор «Клиники имени Е. М. Тареева» (с 1986), академик РАМН (1999—2013), академик РАН (с 2011), заслуженный деятель науки Российской Федерации (1997)[30].
- Половинкин, Александр Иванович (80) — советский и российский инженер и деятель образования, доктор технических наук, ректор Волгоградского государственного технического университета (1983—1988), священник Русской Православной Церкви и настоятель храма Рождества Христова Волгоградской епархии (с 1999 года)[31].
- Саакян, Мария Сергеевна (37) — российский кинорежиссёр и сценарист[32].
- Сахай, Динеш Нандан (81) — индийский политик, губернатор штатов Чхаттисгарх (2000–2003) и Трипура (2003–2009)[33].
- Стефаненко, Татьяна Гавриловна (68) — российский этнопсихолог[34].
- Холодилина, Елена Николаевна (85)[значимость?] — советский российский художник, живописец, жена Николая Аркадьевича Пластова[35].
- Шарп, Джин (90) — американский общественный деятель, основатель Института имени Альберта Эйнштейна[36] Архивная копия от 1 февраля 2018 на Wayback Machine.
- Яхонтов, Сергей Евгеньевич (91) — советский и российский лингвист, специалист по китайскому сравнительно-историческому и общему языкознанию, лингвистической типологии и теории грамматики[37].

## 27 января

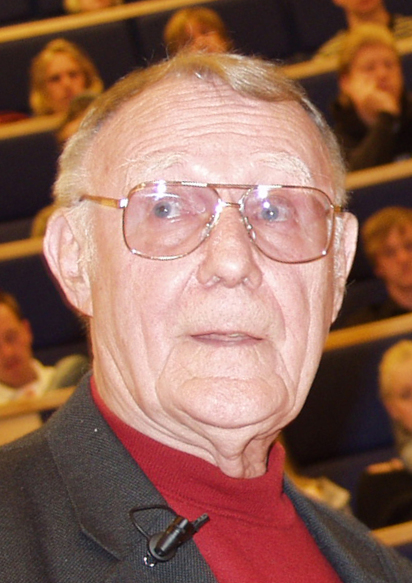
Ингвар Кампрад

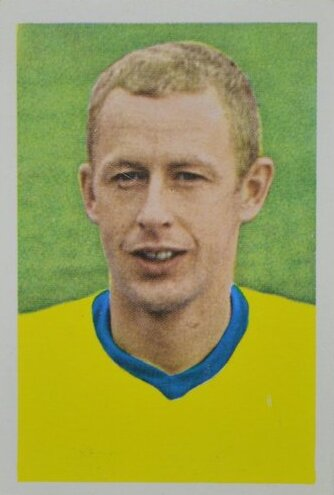
Йёран Никлассон

- Афанасьев, Владимир Григорьевич (90) — советский и российский оперный певец, педагог, солист Самарского театра оперы и балета[38].
- Калкат, Гурчаран Сингх (91) — индийский учёный-агроном[39].
- Денисов-Никольский, Юрий Иванович (84) — советский и российский учёный, специалист в области экспериментальной морфологии, академик РАМН (2000—2013), академик РАН (с 2013)[40].
- Кампрад, Ингвар Феодор (91) — шведский предприниматель, миллиардер, основатель компании IKEA[41].
- Никлассон, Йёран (75) — шведский футболист[42].
- Олексиюк, Сергей Сергеевич (58) — украинский политик, депутат Верховной Рады IV созыва[43].
- Пэрри, Роберт (68) — американский журналист-разоблачитель, лауреат премии Джорджа Полка (1984)[44].
- Резник, Борис Львович (77) — советский и российский журналист, депутат Государственной Думы третьего, четвёртого, пятого и шестого созывов (1999—2016)[45].
- Якобсон, Арон Шалвович (59) — художник-живописец, внесший вклад в современное еврейское национальное искусство [?].

## 26 января

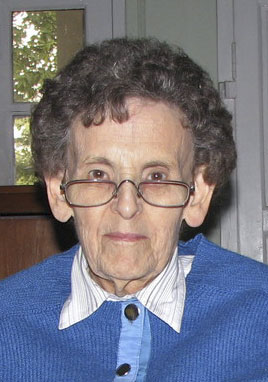
Элизабет Хоули

- Жуков, Игорь Михайлович (81) — советский и российский пианист и дирижёр, заслуженный артист Российской Федерации[46].
- Клиффорд, Базз (75) — американский певец и автор песен[47].
- Неродо, Галина Андреевна (77) — советский и российский онкогинеколог, член-корреспондент РАН (2014; член-корреспондент РАМН с 2007), заслуженный деятель науки Российской Федерации (2007)[48].
- Нонака, Хирому (92) — японский политический деятель, генеральный секретарь правящей Либерально-демократической партии (2000), генеральный секретарь кабинета министров Японии (1998—1999)[49].
- Окабэ, Юкиаки (76) — японский пловец, бронзовый призёр летних Олимпийских игр в Токио (1964)[50] Архивная копия от 2 мая 2020 на Wayback Machine.
- Савин, Франсиско (88) — мексиканский дирижёр, композитор и музыкальный педагог[51].
- Счастливый, Геннадий Григорьевич (88) — советский и украинский учёный в области электромеханики и энергетического электромашиностроения, профессор, доктор технических наук, академик НАН Украины (1988)[52].
- Туманов, Борис Григорьевич (79) — советский и российский журналист-международник[53].
- Хоули, Элизабет (94) — американская журналистка и писательница, хроникёр многих гималайских экспедиций[54].
- Чаудхури, Суприя (83) — индийская киноактриса[55].

## 25 января

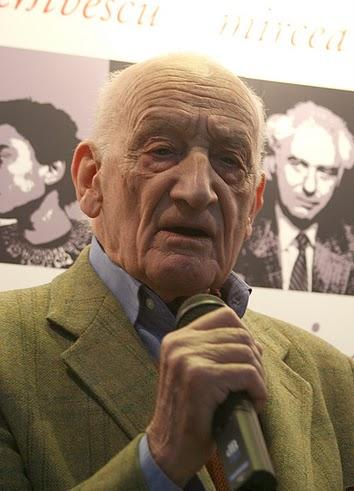
Нягу Джувара

- Бэнкс, Томми (политик) (81) — канадский джазовый пианист, дирижёр, композитор и аранжировщик[56].
- Гринберг, Михаил Семёнович (92) — советский и российский правовед, профессор кафедры уголовного права и криминологии Омского государственного университета имени Ф.М. Достоевского, доктор юридических наук, профессор, заслуженный юрист Российской Федерации[57].
- Джувара, Нягу (101) — румынский историк и дипломат[58].
- Ноли, Розетта (95) — итальянская оперная певица (сопрано)[59].
- Оглоблин, Виктор Дмитриевич (71) — советский и российский футболист (ЦСКА)[60].
- Сенчина, Людмила Петровна (67) — советская и российская певица и актриса, народная артистка Российской Федерации (2002)[61].
- Харипал, Каушик (84) — индийский спортсмен (хоккей на траве), чемпион летних Олимпийских игр 1956 года в Мельбурне и 1964 года в Токио[62].
- Шевелуха, Виктор Степанович (89) — советский и российский растениевод, академик РАН (2013), академик ВАСХНИЛ (1985)[63].

## 24 января

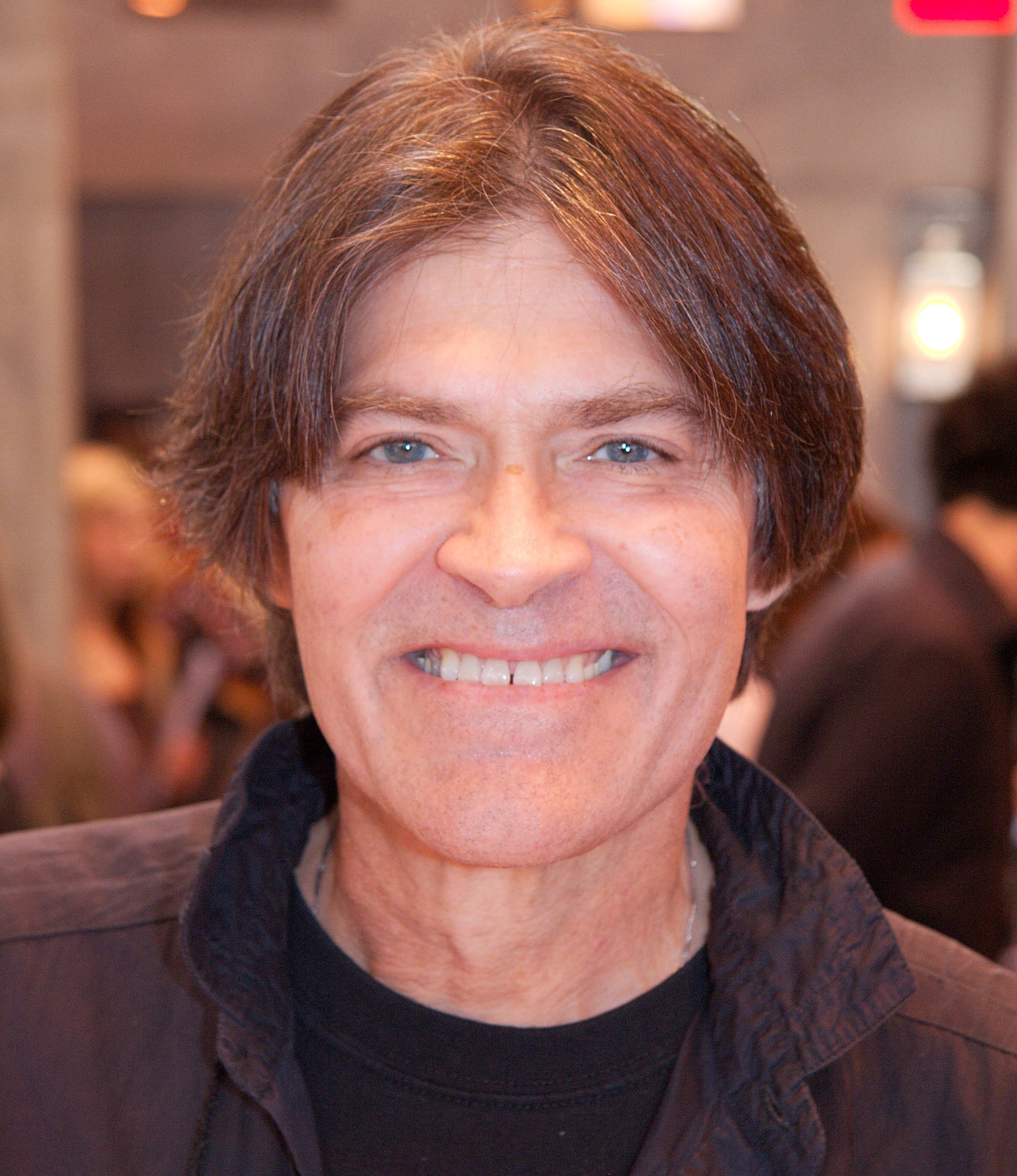
Джек Кетчам

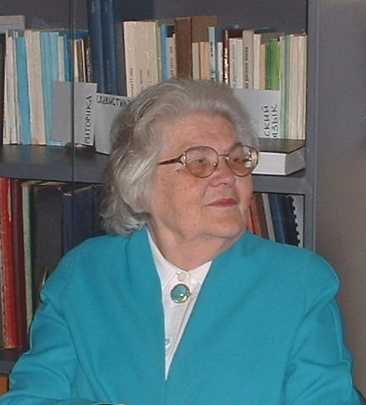
Вера Кочергина

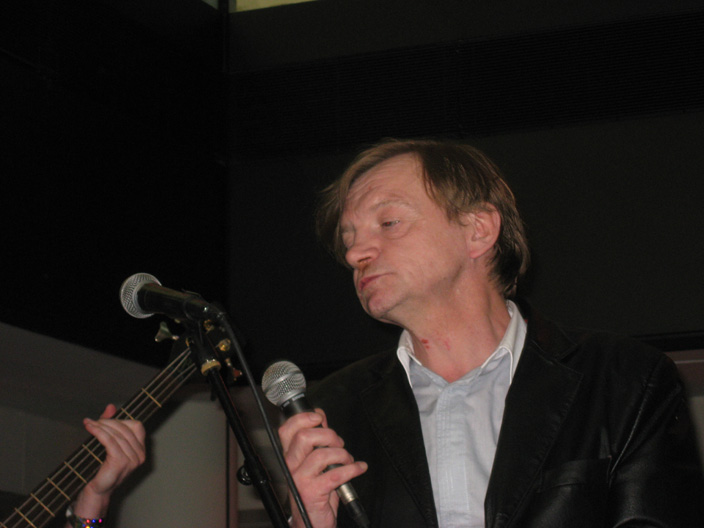
Марк Эдвард Смит

- Анемподистов, Михаил Владимирович (53) — белорусский поэт и художник[64].
- Денисов, Сергей Фёдорович (65) — советский и российский философ, доктор философских наук, профессор[65].
- Джек Кетчам (71) — американский писатель в жанре ужасов[66] Архивная копия от 3 февраля 2018 на Wayback Machine.
- Кахилуото, Матти (86) — финский дипломат, Чрезвычайный и Полномочный Посол в Швеции (1991—1996)[67].
- Кочергина, Вера Александровна (93) — советский и российский лингвист, этимолог, доктор филологических наук, профессор[68].
- Кублинский, Александр (81) — советский и латвийский композитор-песенник[69].
- Малиновский, Николай Никодимович (97) — советский и российский хирург, академик РАН (2013), академик АМН СССР (1978), Герой Социалистического Труда (1980)[70][71].
- Миллер, Уоррен (93) — американский режиссёр и актёр[72][73].
- Смит, Марк Эдвард (60) — британский поэт и вокалист, автор песен и лидер постпанк-группы The Fall[74].
- Фасио Сегреда, Гонсало (99) — коста-риканский государственный деятель, министр иностранных дел Коста-Рики (1970—1976, 1977—1978)[75].
- Франчак, Люцьян (73) — польский футбольный тренер («Висла» Краков)[76].
- Фрейманис, Айварс (81) — советский и латвийский кинорежиссёр, киносценарист и писатель[77].

## 23 января

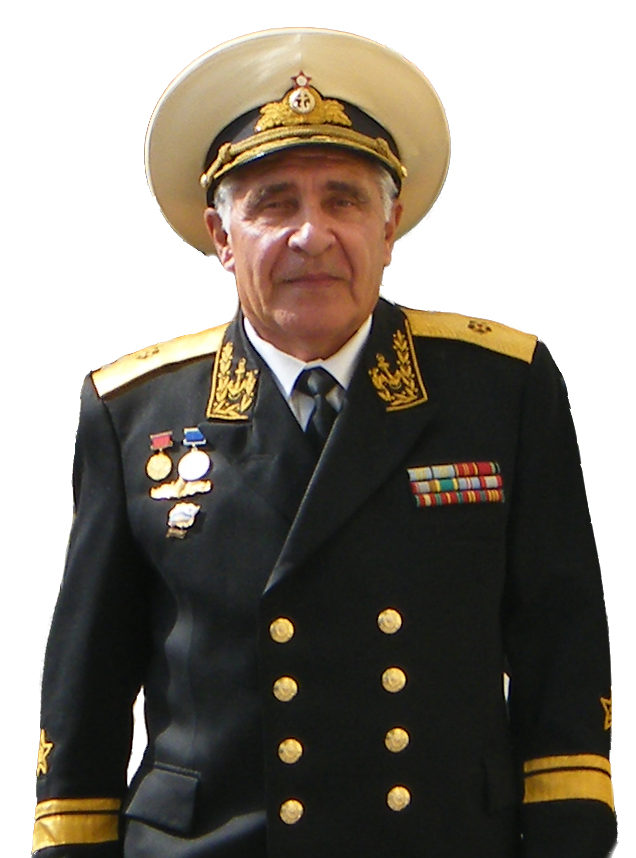
Александр Ковальчук

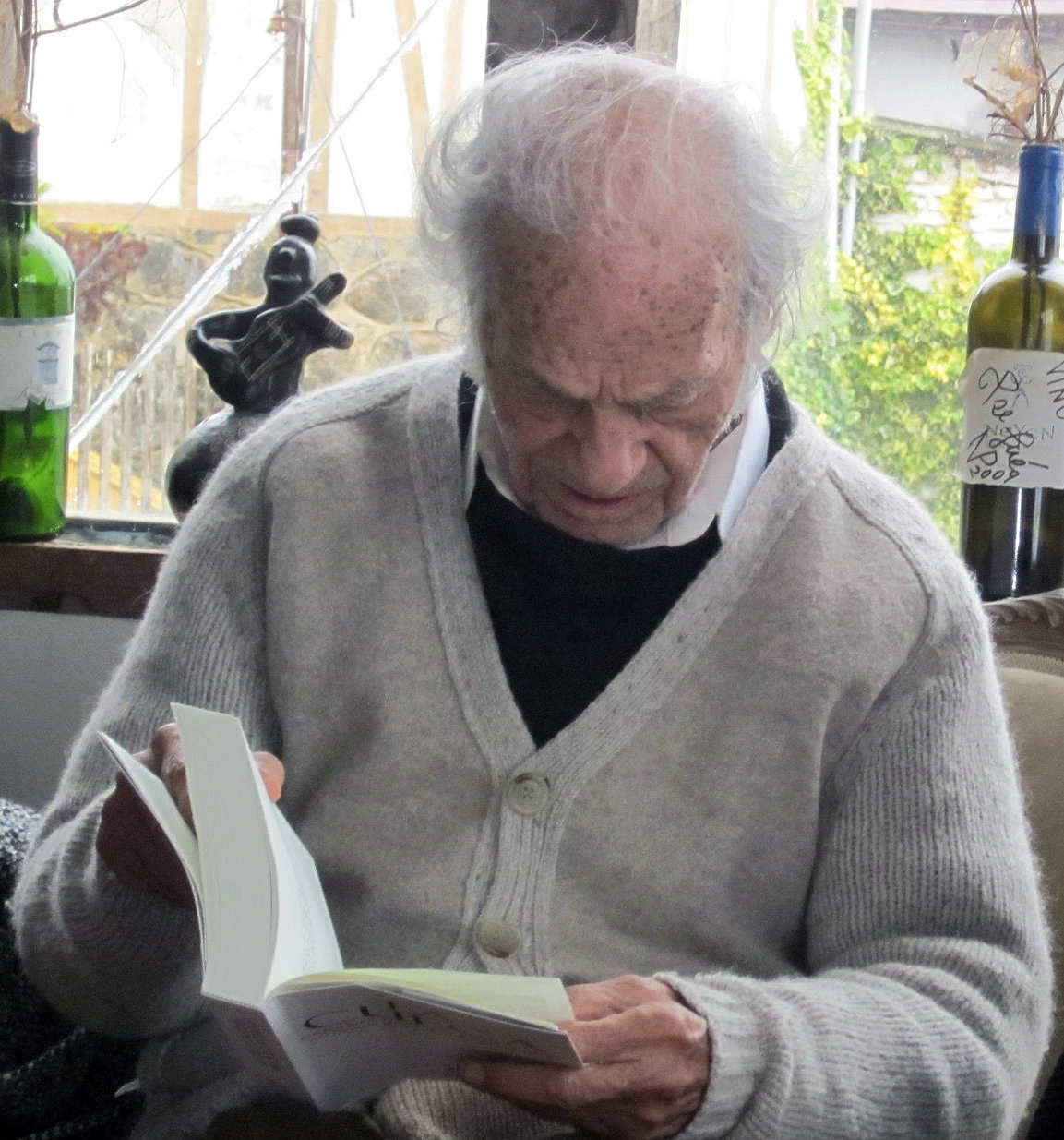
Никанор Парра

- Азгальдов, Гарри Гайкович (86)[значимость?] — советский и российский учёный, доктор экономических наук, профессор, инициатор создания научной дисциплины квалиметрия [www.stihi.ru/2018/01/29/1041][неавторитетный источник].
- Алимов, Али Османович (90) — советский украинский хореограф, руководитель крымскотатарского фольклорного ансамбля «Учан-Су», заслуженный артист Украины[78].
- Дас, Непал Чандра (73) — индийский политик, депутат Лок Сабхи[79].
- Ковальчук, Александр Сергеевич (79) — советский и российский деятель ВМФ, контр-адмирал, первый командир атомного крейсера «Киров» (1976—1984)[80].
- Кудрявцева, Людмила Фёдоровна (84) — советский передовик производства, тростильщик ярославской фабрики «Красный Перекоп» (1947—1988), Герой Социалистического Труда (1971)[81].
- Масекела, Хью (78) — южноафриканский джазовый музыкант[82].
- Михайловский, Вильгельм (75) — советский и латвийский фотохудожник[83].
- Нарсеев, Валерий Александрович (85) — советский и российский геолог, специалист в области прогноза, поисков и оценки месторождений золота, лауреат Государственной премии СССР (1985)[84].
- Павлов, Алексей Игоревич (56) — советский и российский футболист («Локомотив (Москва)» (1981—1983)[85].
- Парра, Никанор (103) — чилийский поэт, учёный, педагог[86].
- Подкорытов, Геннадий Алексеевич (95) — советский и российский философ, специалист в области теории познания. Доктор философских наук (1968)[87].
- Портиш, Гертрауде (97) — австрийская писательница[88].
- Ромо, Марсело (76) — чилийский актёр[89].
- Уайт, Лари (52) — американская певица и киноактриса[90].
- Хомутов, Радий Михайлович (88) — советский и российский химик-органик, член-корреспондент РАН (1991; член-корреспондент АН СССР с 1981)[91].

## 22 января

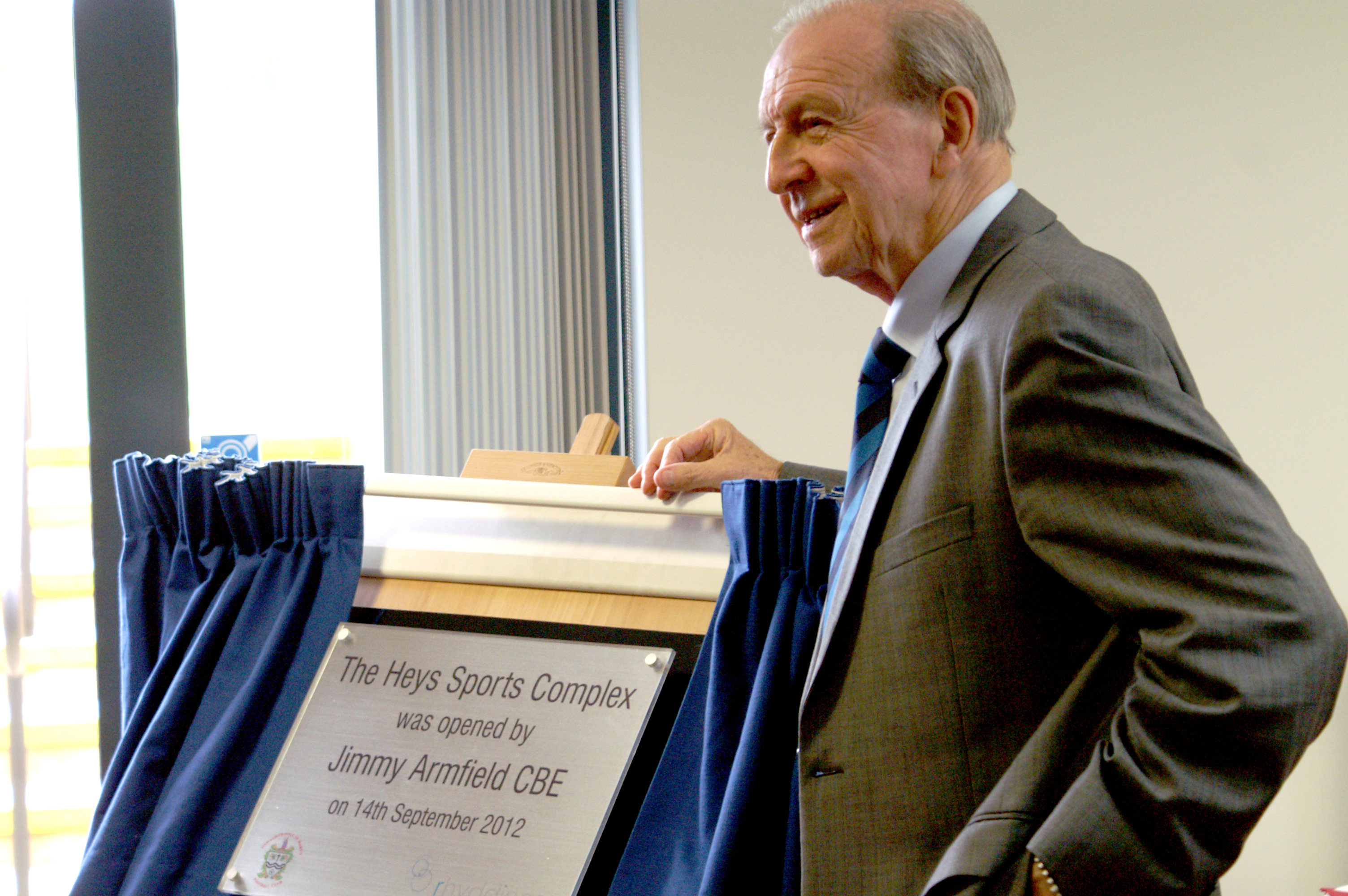
Джимми Арнфилд

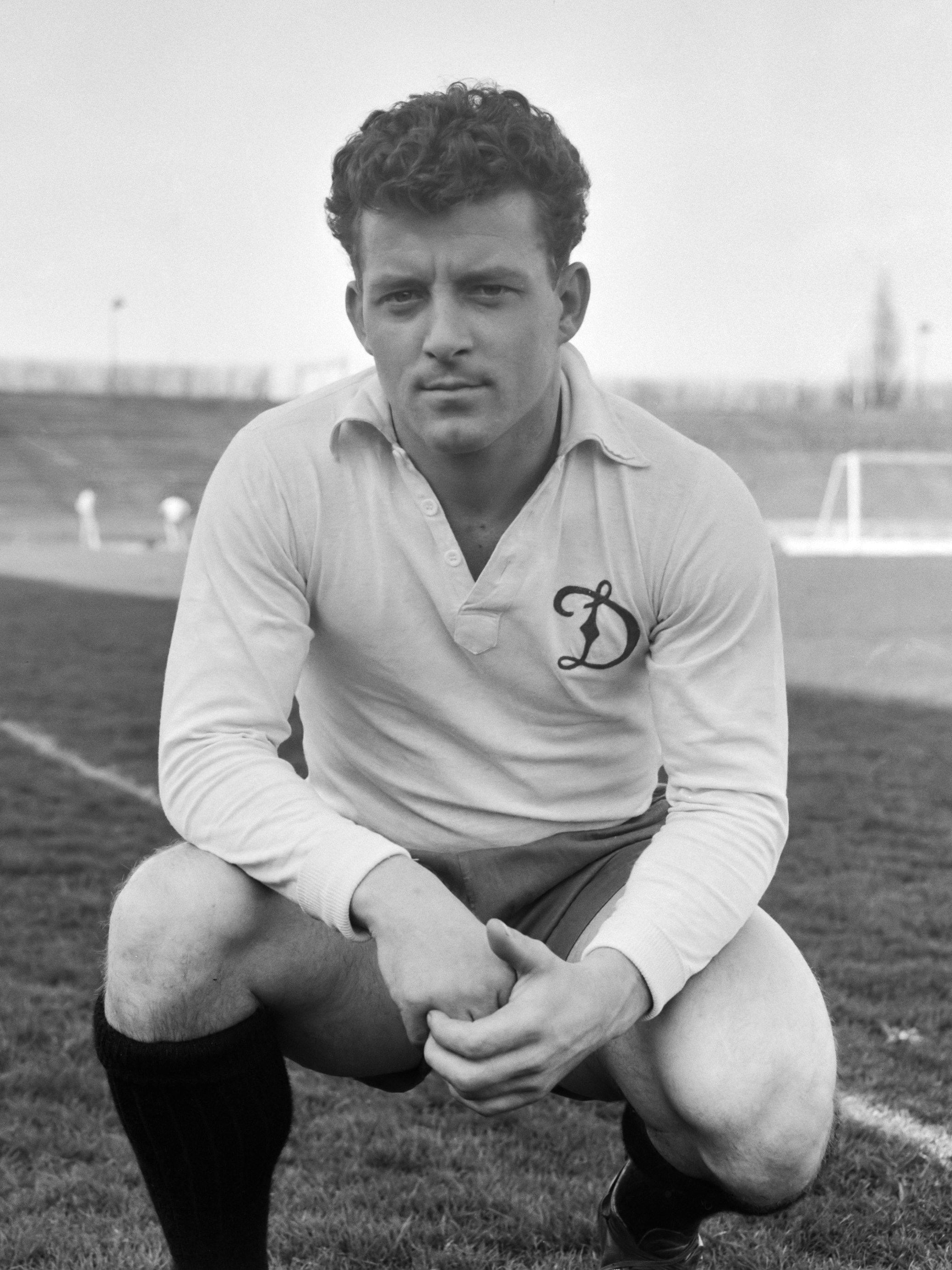
Рейнир Крейермат

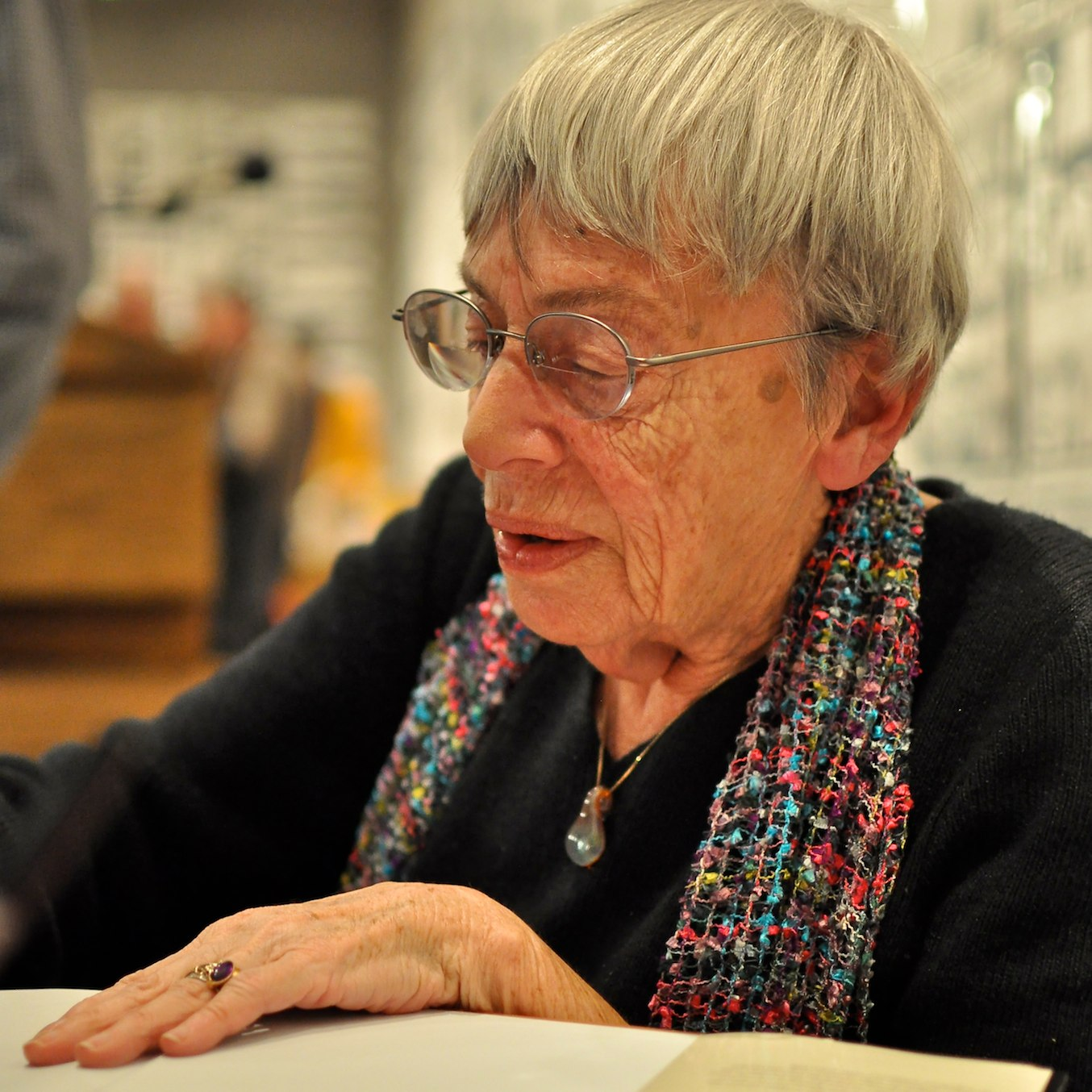
Урсула Ле Гуин

- Армфилд, Джимми (82) — английский футболист и футбольный тренер, чемпион мира по футболу (1966)[92].
- Бабушкин, Юрий Алексеевич (79) — советский и российский тренер по настольному теннису, мастер спорта СССР, заслуженный тренер СССР[93].
- Бандрич Беррельеса, Агустин (79) — мексиканский актёр и театральный режиссёр[94].
- Беляускас, Альфонсас (94) — советский и литовский писатель, Председатель Союза писателей Литовской ССР (1970—1975), Народный писатель Литовской ССР (1983)[95].
- Венедикт (Пеньков) (78) — священнослужитель Русской православной церкви, архимандрит; настоятель Оптиной пустыни (с 1990 года)[96].
- Гейбатов, Сабир Гейбатович (48) — российский скульптор, сын художника Гейбата Гейбатова[97].
- Еркимбеков, Жексенбек Еркимбекович (88) — советский казахстанский государственный и общественный деятель, министр культуры Казахской ССР (1976—1987)[98].
- Исмаилов, Али Исмаилович (91) — советский и российский журналист.
- Крейермат, Рейнир (82) — нидерландский футболист, трёхкратный чемпион Нидерландов в составе «Фейеноорда»[99].
- Ле Гуин, Урсула Крёбер (88) — американская писательница и литературный критик[100].
- Яковенко, Василий Тимофеевич (81) — белорусский писатель, эколог, общественный деятель[101].

## 21 января

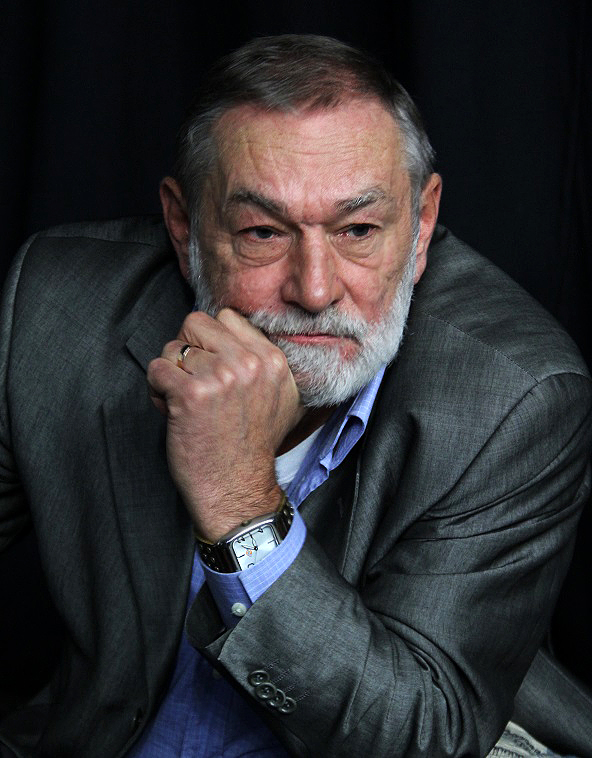
Вячеслав Гвоздков

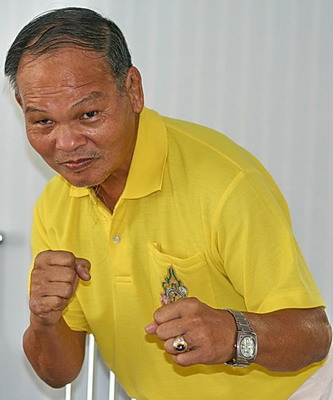
Чирчай Чианой

- Большакова, Татьяна Павловна (71) — советская и российская поэтесса[102].
- Гвоздков, Вячеслав Алексеевич (70) — советский и российский театральный актёр, театральный режиссёр, педагог, заслуженный деятель искусств Узбекской ССР и России, художественный руководитель Самарского государственного академического театра драмы имени М. Горького[103].
- Гонде, Филипп (75) — французский футболист, известный выступлениями за клуб «Нант» (1960—1971), участник ЧМ (1966)[104].
- Гулак, Сергей Григорьевич (61) — украинский парашютист, тренер сборной Украины по парашютному спорту[105].
- Дас, Кхаген (80) — индийский политик, депутат Лок Сабхи[106].
- Джоханнсон, Джим (53) — американский хоккеист и хоккейный функционер[107].
- Еркимбеков, Жексенбек Еркимбекович (88) — советский и казахстанский государственный и общественный деятель, министр культуры Казахской ССР (1976—1987), заслуженный деятель искусств Казахстана[108].
- Манцевич, Дмитрий Евгеньевич (58) — бывший главный тренер национальной команды Республики Беларусь по плаванию[109].
- Мунтяну, Георгий Елисеевич (83) — советский и молдавский художник, преподаватель, народный художник Молдавии (2010)[110].
- Оккинг, Йенс (78) — датский актёр[111].
- Сеин, Анатолий Иванович (81) — советский и российский военачальник, командующий войсками ПВО СКВО и Киевского военного округа, генерал-майор[112].
- Сойер, Конни (105) — американская киноактриса[113].
- Хосака, Цукаса (80) — японский футболист, игрок национальной сборной участник летних Олимпийских игр в Токио (1964)[114].
- Чионой, Чарчай (75) — тайский боксёр-профессионал, выступавший в наилегчайшей (Flyweight) весовой категории, чемпион мира по версии ВБА (WBA) (1973—1974) и ВБС (WBC) (1968—1969, 1970)[115].

## 20 января

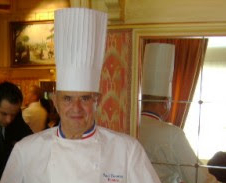
Поль Бокюз

- Бокюз, Поль (91) — французский шеф-повар и ресторатор, один из наиболее известных поваров XX века, участник Второй мировой войны[116].
- Гюльахмедова-Мартынова, Гюльджахан Шаулла кызы (92) — советский и азербайджанский режиссёр, народная артистка Азербайджанской ССР, лауреат Государственной премии Азербайджана[117].
- Родфорд, Джим (76) — британский музыкант (The Kinks, The Zombies)[118].
- Рубин, Дорон (74) — израильский военный деятель, командир 35-й парашютно-десантной бригады «Цанханим» (1979—1981), генерал-майор[119].
- Ушакова, Людмила Павловна (85) — советский и российский скульптор-монументалист, заслуженный работник культуры Российской Федерации (1999), жена скульптора Василия Ушакова[120].
- Шемякина, Доротея Михайловна (53) — российская художница, живописец, дочь Михаила Шемякина[121].

## 19 января

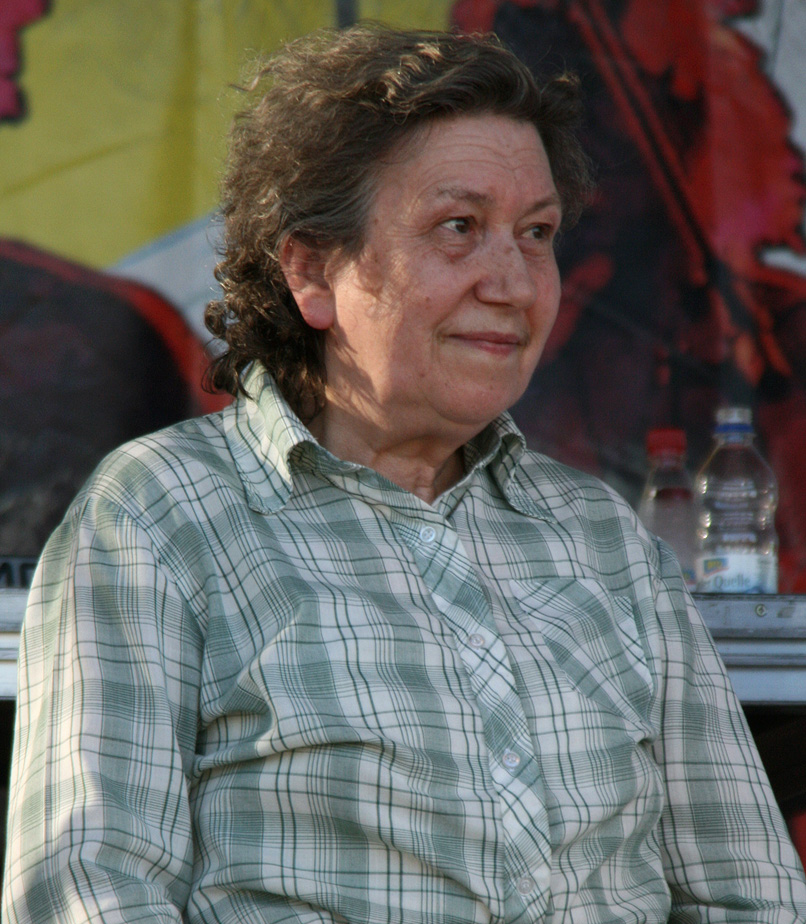
Уте Бок

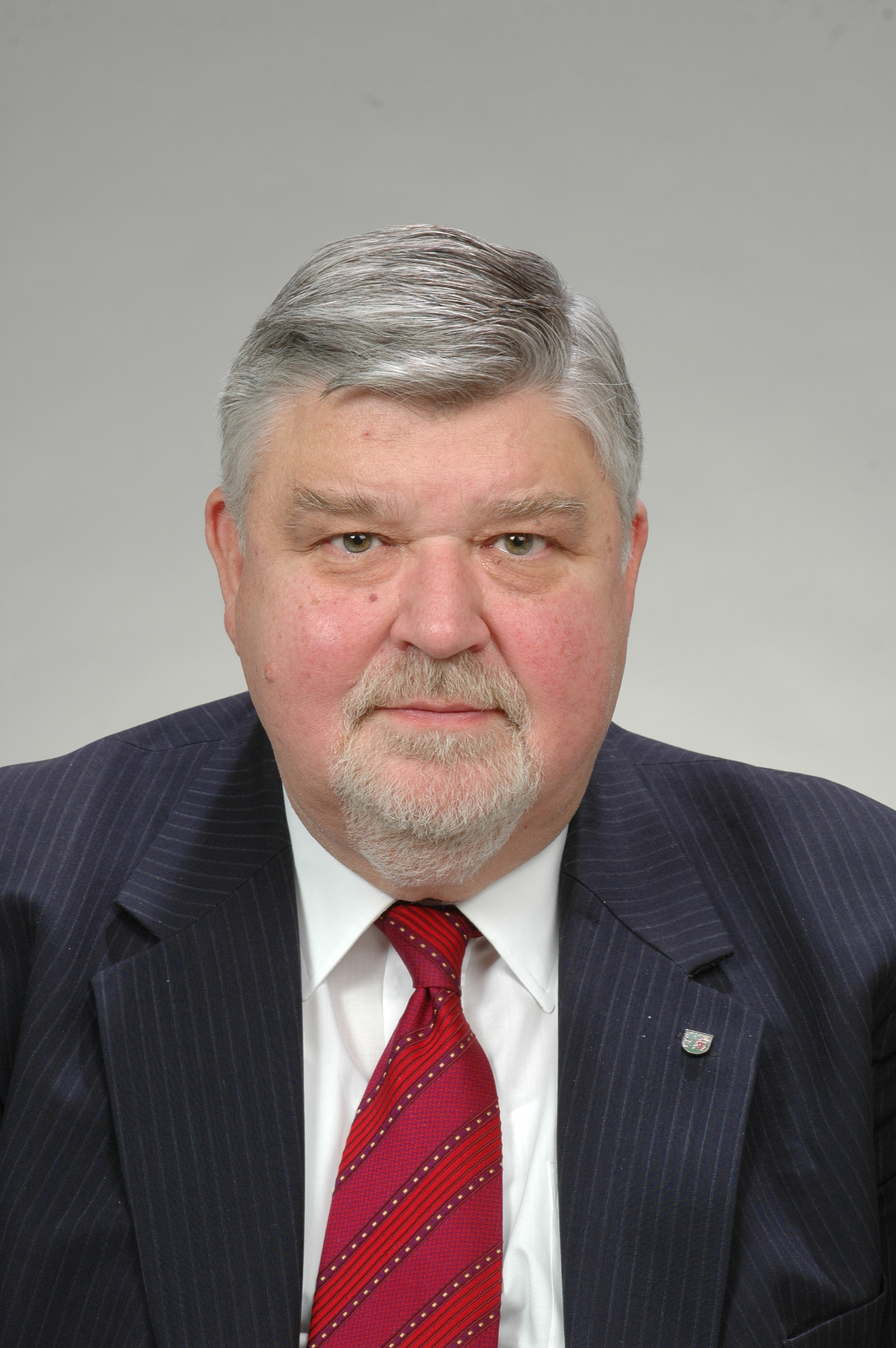
Улдис Грава

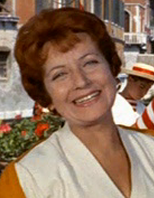
Анна Кампори

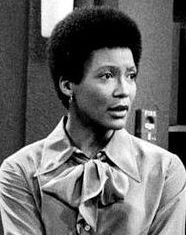
Оливия Коул

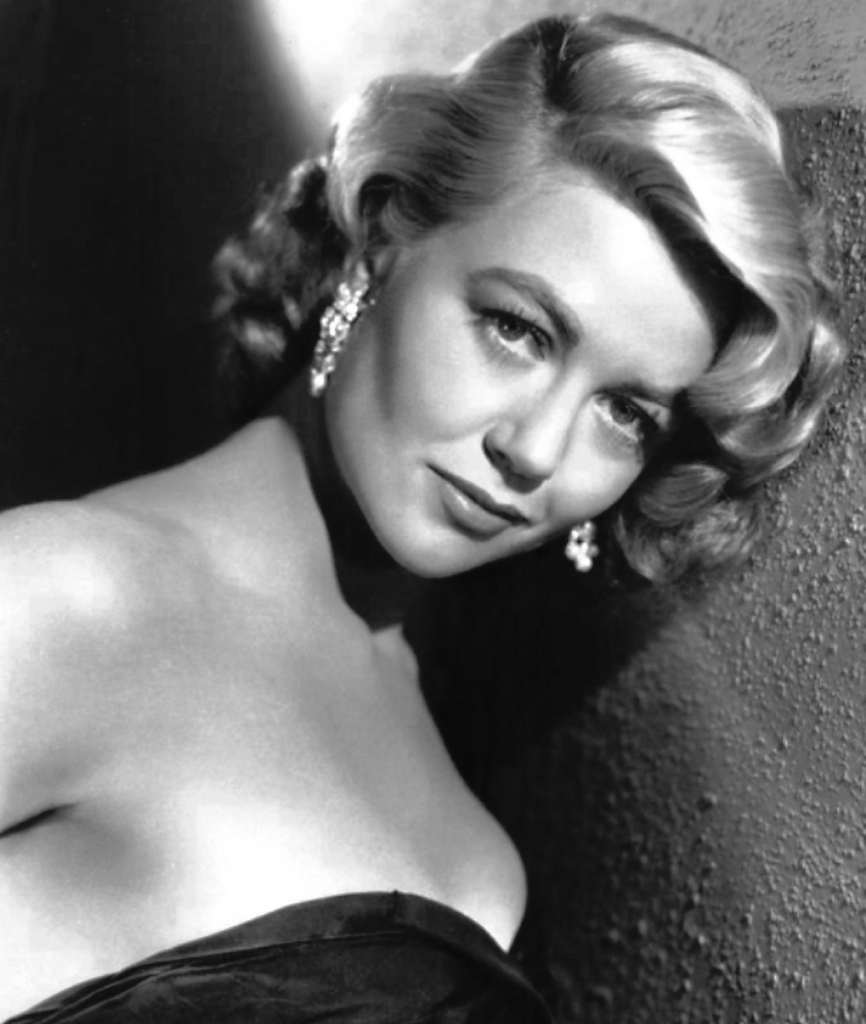
Дороти Мэлоун

- Бок, Уте (75) — австрийский педагог и общественная деятельница[122].
- Гётц, Александер (89) — австрийский правоконсервативный политик, лидер Австрийской партии свободы (1978—1980), бургомистр Граца (1973—1983), депутат парламента Австрии[123].
- Грава, Улдис (79) — латвийский депутат Сейма, журналист и общественный деятель[124].
- Еренбергс, Янис — латвийский спортивный журналист[125].
- Казанков, Павел Семёнович (91) — советский и российский спортсмен и тренер по спортивной ходьбе[126].
- Кампори, Анна (100) — итальянская актриса[127].
- Коул, Оливия (75) — американская актриса[128].
- Колеман, Деррек (FREDO SANTANA) (27) — американский рэпер[129].
- Кудрявый, Виктор Васильевич (80) — российский государственный деятель, заместитель министра энергетики России (1996—2003)[130].
- Матаев, Иосиф Самуилович (77) — советский и российский танцовщик, балетмейстер, художественный руководитель и главный балетмейстер ансамбля «Лезгинка» (1982—1993), народный артист Российской Федерации (1993)[131].
- Мэлоун, Дороти (92) — американская актриса, лауреат премии «Оскар» (1957)[132].
- Паолильо, Клаудио (57) — уругвайский писатель и журналист[133].
- Шермур, Эллисон (54) — американский продюсер[134].

## 18 января

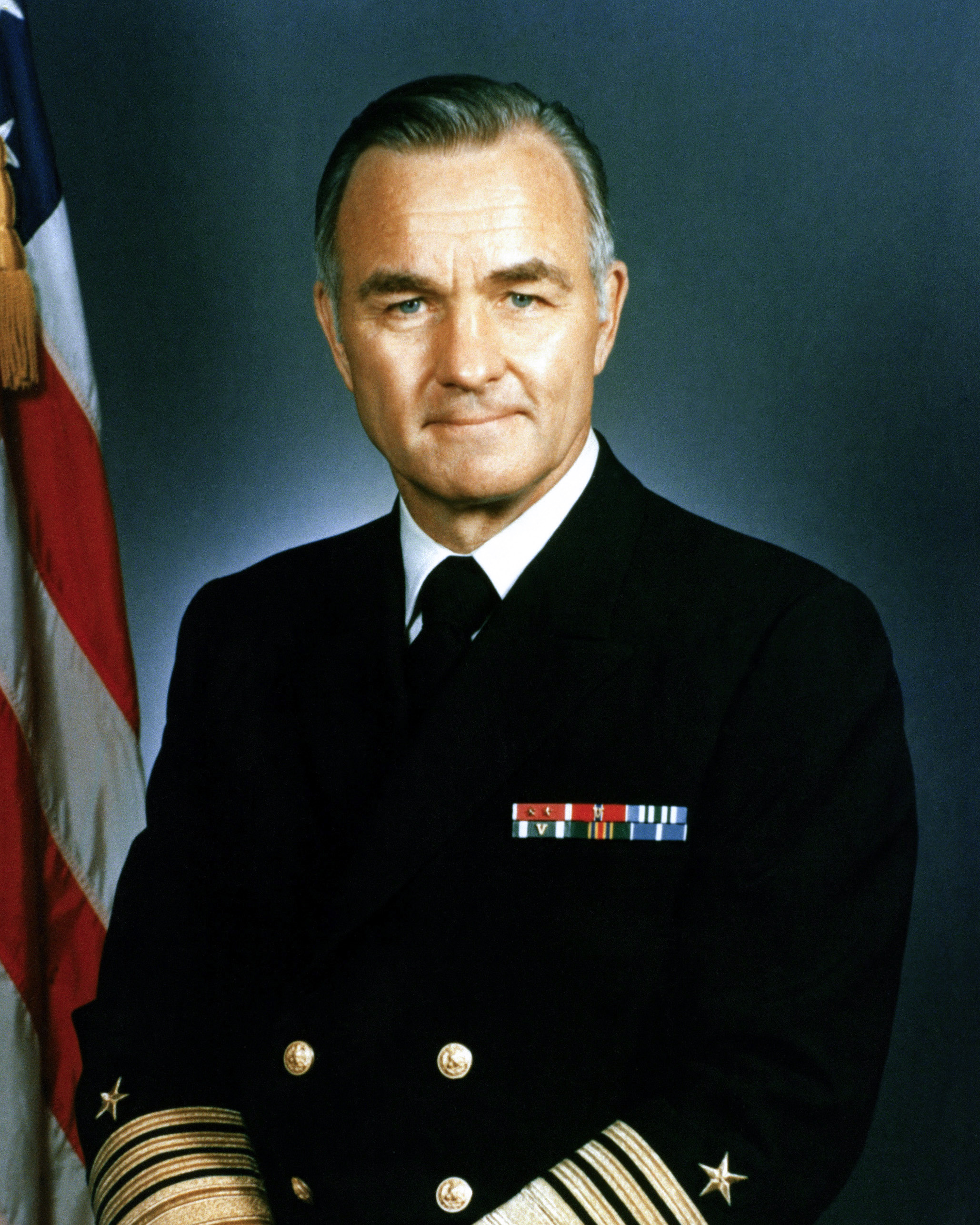
Стэнсфилд Тёрнер

- Ахмад, Ишфак (87) — пакистанский учёный, ядерный физик[135].
- Бартон, Джон[англ.] (89) — британский театральный режиссёр, сооснователь Британского королевского Шекспировского общества[136].
- Ван Юйжун, Иосиф (86) — католический прелат, епископ Тайчжуна (1986—2007)[137].
- Вашкевич, Николай Петрович (93) — советский и российский исследователь в области информационных технологий и вычислительных систем, доктор технических наук, профессор[138].
- Гран, Уоллис (72) — шведская актриса[139].
- Гуревич, Елена Ароновна (61) — российский учёный-скандинавист, дочь Арона Гуревича[140].
- Кашинатх (67) — индийский актёр, сценарист и кинорежиссёр[141].
- Мангопе, Лукас (94) — южноафриканский политический и государственный деятель, президент бантустана Бопутатсвана (1977—1994)[142].
- Мараньони, Клара (102) — итальянская гимнастка, серебряный призёр летних Олимпийских игр в Амстердаме (1928)[143]
- Мейл, Питер (78) — английский писатель[144].
- Стариков, Михаил Филофьевич (78) — советский и российский композитор, заслуженный работник культуры РСФСР (1991)[145].
- Стекляр, Борис Ефимович (94) — советский и украинский военный деятель, полковник КГБ[146].
- Сусов, Владимир Иванович (80) — советский и российский агроном, заслуженный агроном Российской Федерации[147]
- Тёрнер, Стэнсфилд (94) — американский военный и государственный деятель, адмирал в отставке, директор Центральной разведки США (1977—1981)[148].
- Щербак, Николай Петрович (93) — советский и украинский геолог, академик Национальной академии наук Украины (1979)[149].

## 17 января

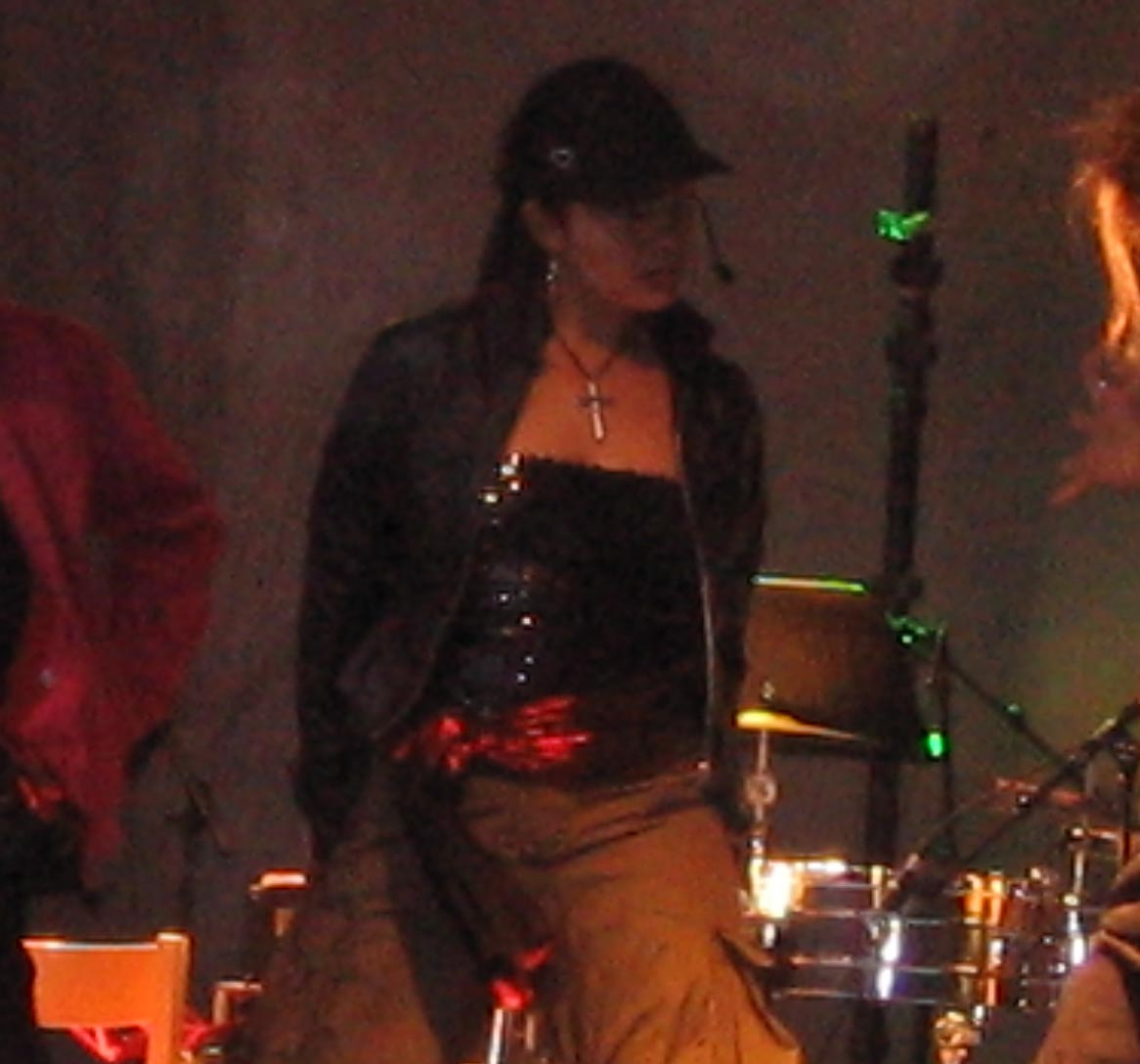
Хавьера Муньос

- Deso Dogg (42) — немецкий рэпер, боец и пропагандист Исламского государства[150].
- Грос, Ежи (72) — польский легкоатлет, марафонец, участник летних Олимпийских игр в Монреале (1976)[151].
- Илиев, Стефан (82) — болгарский актёр театра и кино[152].
- Кошелев, Алексей Тимофеевич (80) — советский и российский учёный-нефтяник, доктор технических наук, профессор[153].
- Мондроховский, Роман (58) — польский футболист[154].
- Сыромятникова, Мария Фоминична (93) — передовик советской лёгкой промышленности, работница Кунгурского производственного обувного объединения, Герой Социалистического Труда (1971)[155].
- Улащик, Владимир Сергеевич (74) — советский и белорусский учёный, министр здравоохранения Белорусской ССР (1986—1990), лауреат Государственной премии Белорусской ССР, академик НАН Беларуси, заслуженный деятель науки Республики Беларусь[156].
- Фолкхолт, Джессика (29) — австралийская киноактриса; ДТП[157].
- Шелтон, Саймон (52) — британский актёр анимации[158].

## 16 января

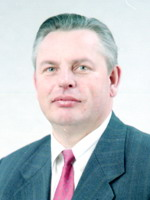
Анатолий Глушенков

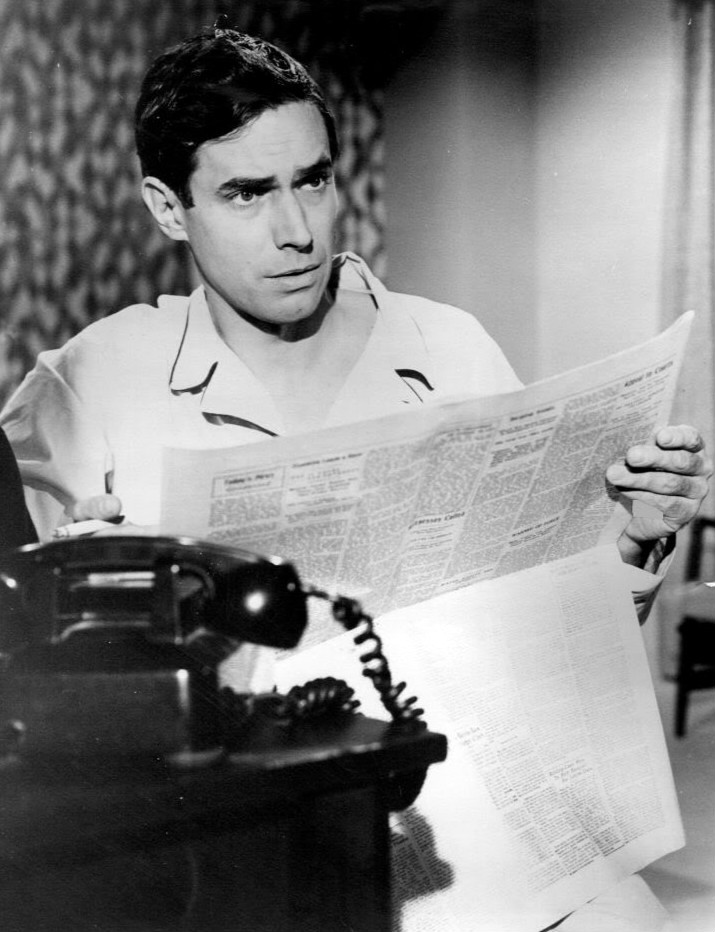
Брэдфорд Диллман

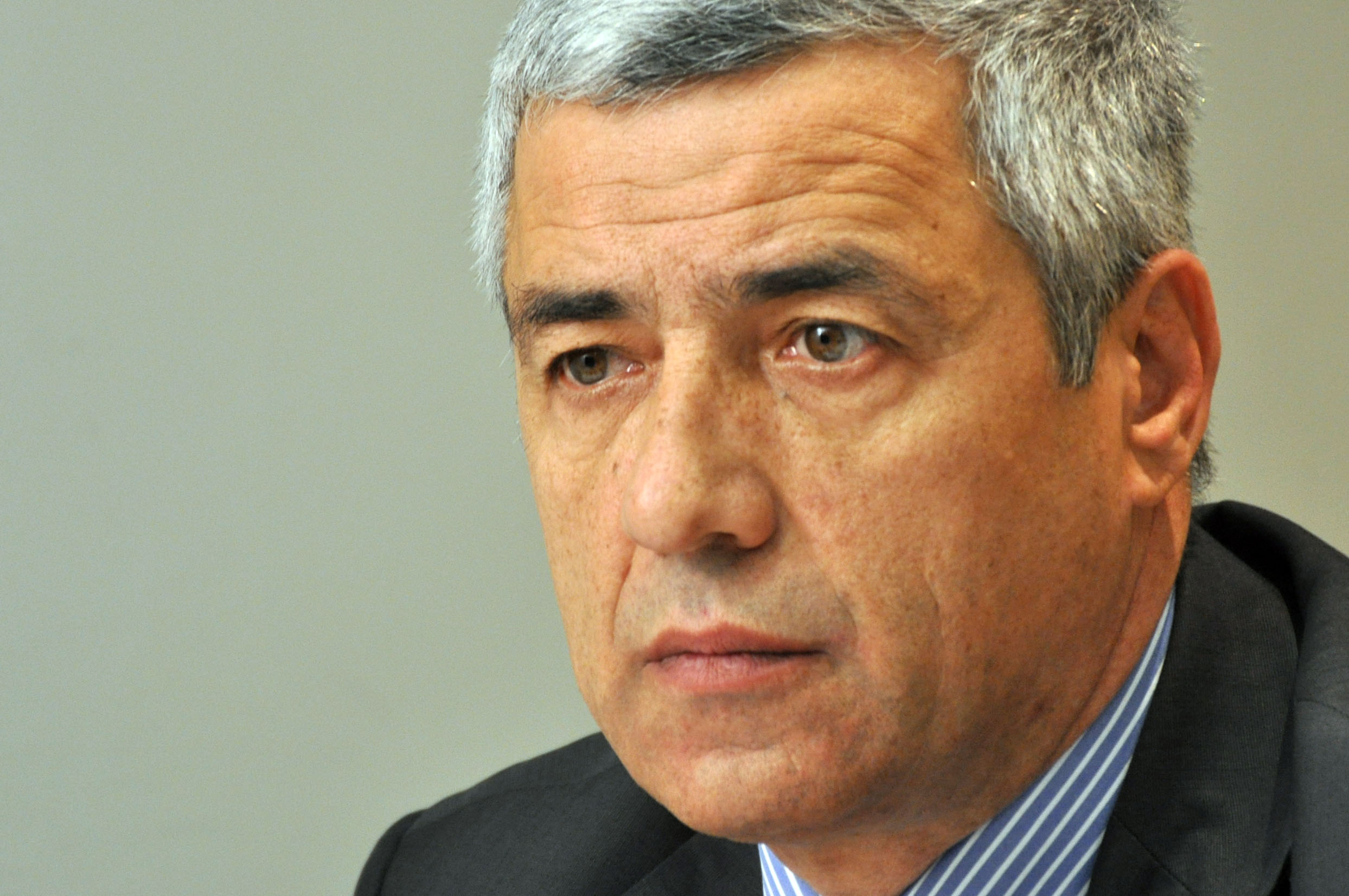
Оливер Иванович

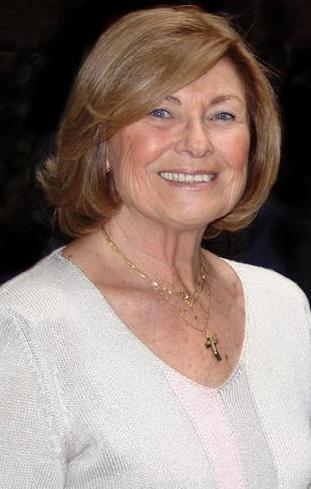
Мадалена Иглезиаш

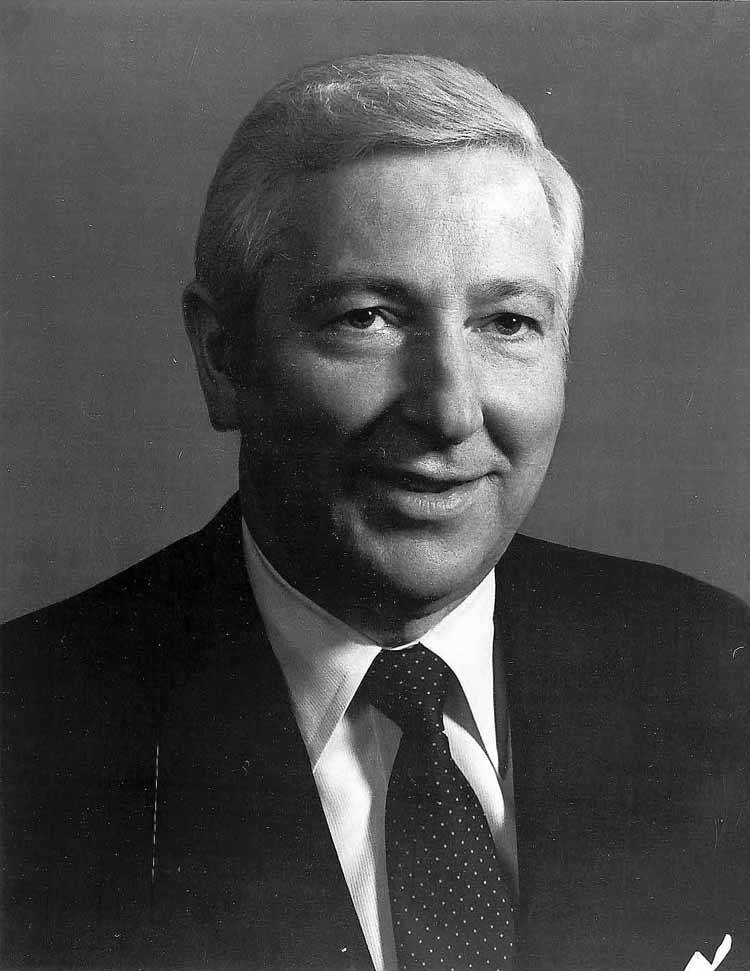
Джон Спеллман

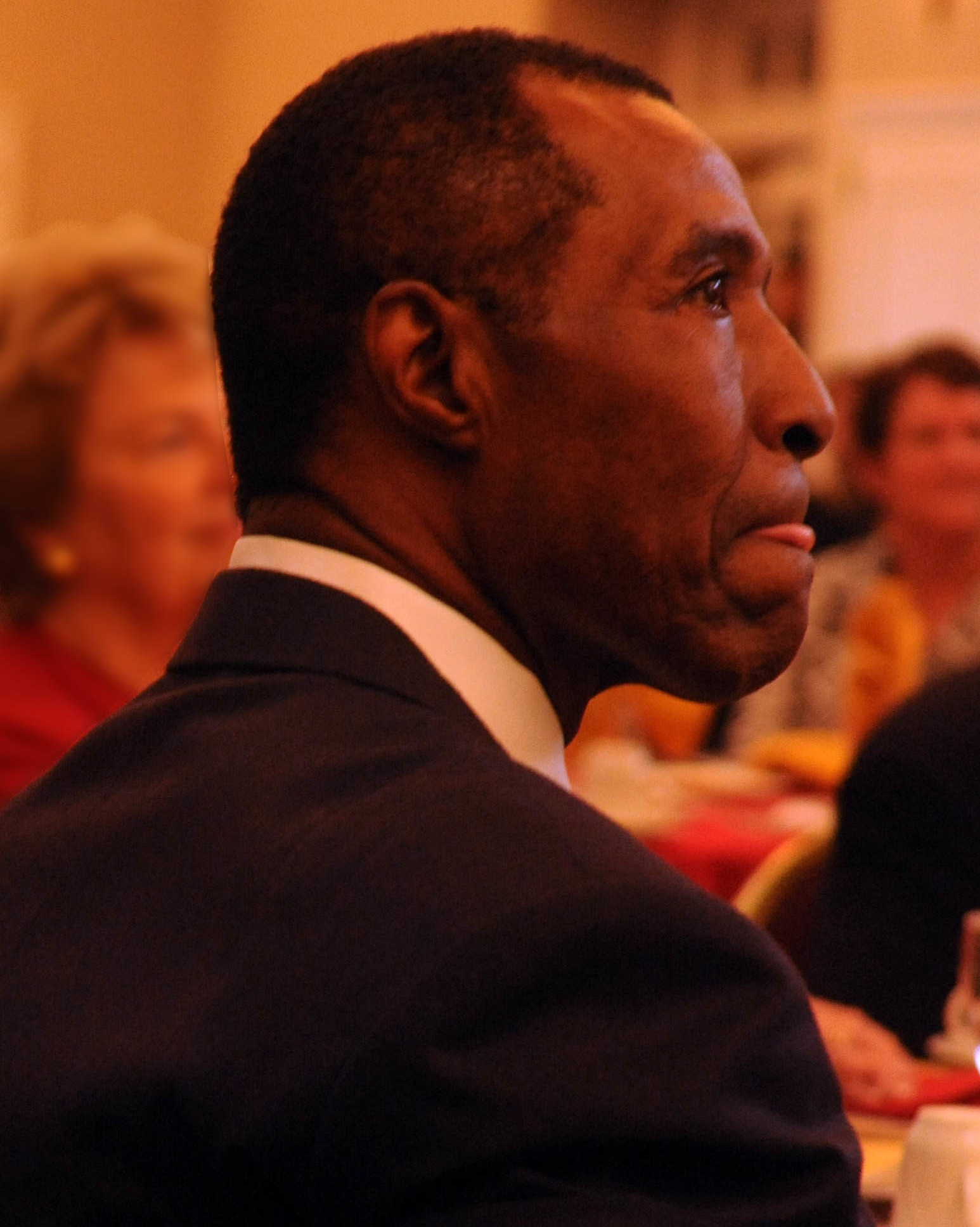
Джо Джо Уайт

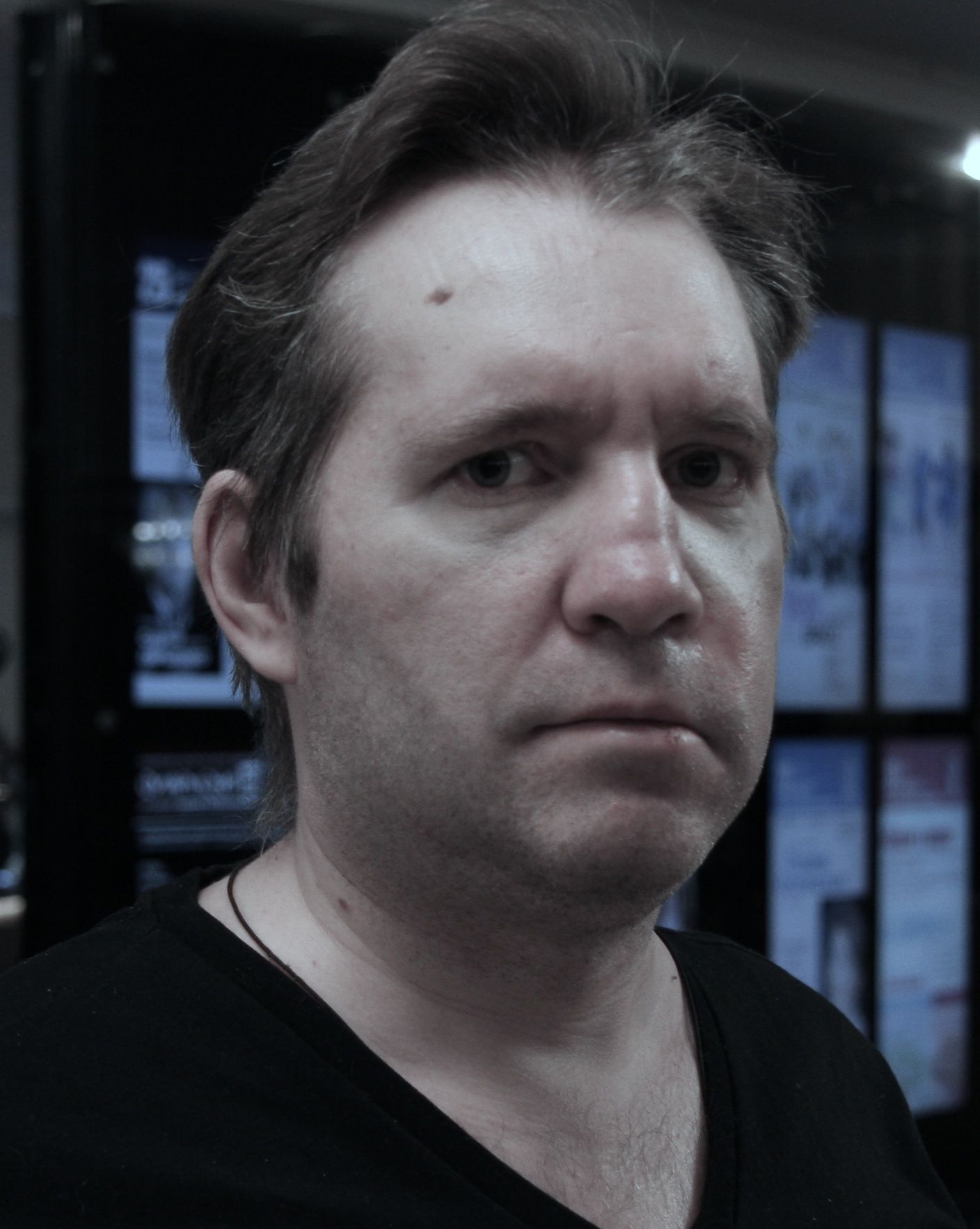
Николай Шептулин

- Аршба, Владимир Георгиевич (58) — абхазский государственный, политический и военный деятель, министр обороны Абхазии (1992—1993), генерал-лейтенант абхазской армии[159].
- Балк, Марк Беневич (94) — советский и российский математик и популяризатор математики[160].
- Варначёв, Евгений Андреевич (85) — советский государственный деятель, министр строительного, дорожного и коммунального машиностроения СССР (1985—1989)[161].
- Глушенков, Анатолий Егорович (75) — российский государственный деятель, губернатор Смоленской области (1993—1998)[162].
- Диас, Рубен Освальдо (72) — аргентинский футболист («Расинг», «Атлетико Мадрид»), чемпион Аргентины (1966), чемпион Испании (1976—1977), двукратный обладатель Межконтинентального кубка (1967, 1974)[163].
- Диллман, Брэдфорд (87) — американский актёр и писатель, драматург, лауреат Каннского кинофестиваля (1959) и Золотого глобуса (1959)[164][165].
- Дуда, Владимир Васильевич (56) — российский шоумен, участник команды КВН НГУ, капитан сборной (1997—1998)[166].
- Дулан, Эд (76) — британский радиожурналист, сотрудник Би-би-си с 1982 года[167].
- Иванович, Оливер (64) — сербский косовский политик, лидер партии «Свобода, демократия, справедливость»; убит[168].
- Иглезиаш, Мадалена (78) — португальская певица и киноактриса, участница конкурса Евровидение-1966[169].
- Комарова, Надежда Сергеевна (90) — советская работница сельского хозяйства, Герой Социалистического Труда (1949)[170].
- Меллигер, Вилли (64) — швейцарский конкурист, дважды серебряный призёр Олимпийских игр: 1996 года в Атланте (личное первенство) и 2000 года в Сиднее (в команде)[171].
- Муньос, Хавьера (40) — шведская певица[172].
- Серрано Пинтадо, Мариано (78) — испанский писатель и художник[173].
- Спеллман, Джон (91) — американский государственный деятель, губернатор штата Вашингтон (1981—1985)[174].
- Уайт, Джо Джо (71) — американский баскетболист, чемпион Олимпийских игр в Мехико (1968)[175].
- Умаров, Акобир Козихонович (81) — советский и таджикский общественный деятель, директор Нурекской ГЭС, депутат Верховного Совета Таджикистана (1975—1987)[176].
- Харабадзе, Зоя Марковна (85)  — советская эстрадная певица (сопрано) и композитор[177].
- Холланд, Дейв (69) — британский рок-барабанщик[178].
- Шептулин, Николай Александрович (48) — российский редактор, издатель, кинорежиссёр и сценарист[179].
- Юрченков, Пётр Петрович (младший) (41)[значимость?] — белорусский актёр театра и кино, ведущий мастер сцены Театра-студии киноактёра киностудии «Беларусьфильм»[180].

## 15 января

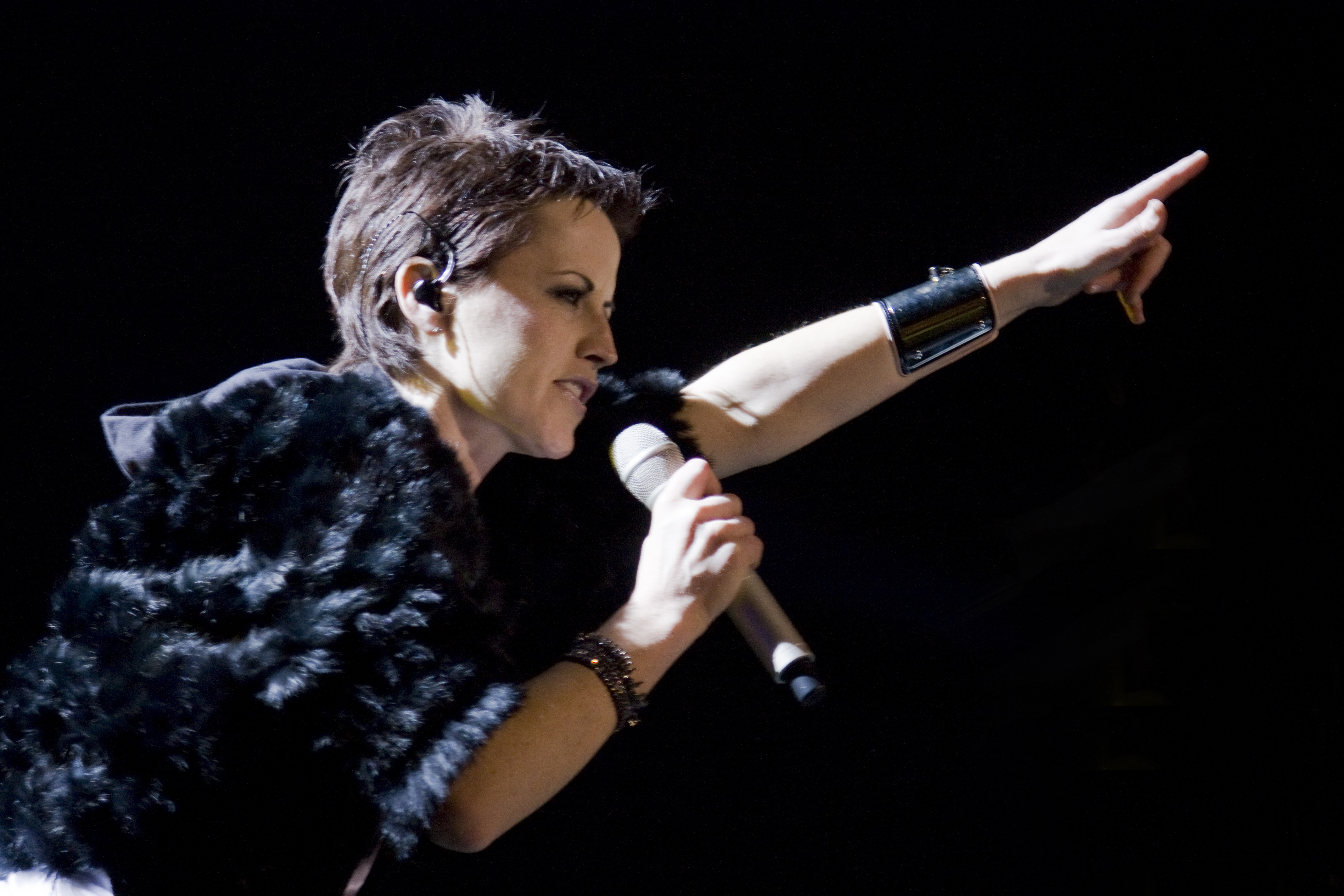
Долорес О’Риордан

- Аламанчева, Мариана (76) — болгарская театральная актриса, артистка Болгарского театра сатиры[181].
- Анпилов, Виктор Иванович (72) — российский общественный и политический деятель, председатель исполкома движения «Трудовая Россия»[182].
- Брусилов, Аншель (89) — американский скрипач, дирижёр и музыкальный педагог[183].
- Горлинская, Лидия Александровна (85) — советская фигуристка, двукратная чемпионка СССР в парном катании (1955, 1956), мастер спорта СССР, судья всесоюзной категории[184].
- Джха, Рагхунат (78) — индийский политик, депутат Лок Сабхи[185].
- Костовский, Анатолий Георгиевич (89) — советский и российский живописец, заслуженный художник РСФСР (1985)[186].
- Крим, Матильда (91) — американский учёный итальянского происхождения, учредитель Американского фонда исследования СПИДа[187].
- Кристиан Кастро, Диана (?) — мексиканская фотомодель[188].
- Кунде, Карл-Хайнц (82) — немецкий велосипедист[189].
- Кутателадзе, Самсон (53) — грузинский генерал, командующий национальной гвардией (2004—2006), депутат парламента Грузии (2008—2012); убит[190].
- Минасбекян, Михаил Сергеевич (83) — советский, российский и армянский общественный деятель, первый секретарь Ереванского горкома партии, народный депутат СССР, генеральный директор промышленного объединения «Армавиакомплекс»[191].
- Ниедре, Айварс — советский и латвийский правовед, адвокат. доктор юридических наук, профессор[192].
- О’Риордан, Долорес (46) — ирландская певица, солистка The Cranberries[193].
- Перес, Оскар (36) — венесуэльский офицер полиции и лидер повстанцев; убит[194].
- Поглазов, Владимир Петрович (73) — советский и российский театральный актёр и режиссёр[195].
- Полев, Виктор Владимирович (74) — советский и российский изобретатель пули Полева[196].
- Рейндерс, Родерик (76) — нидерландский гребец, серебряный призёр летних Олимпийских игр в Мехико (1968)[197].
- Семёнов, Сергей Борисович (63) — советский и российский историк, доктор исторических наук, профессор, специалист по новой и новейшей истории Европы и Северной Америки, первый заместитель директора Самарского филиала Московского городского педагогического университета[198].
- Цыган, Богуслав (53) — польский футболист, лучший бомбардир чемпионата Польши 1994/95[199]
- Шик, Сергей Михайлович (95) —  советский геолог[200].

## 14 января

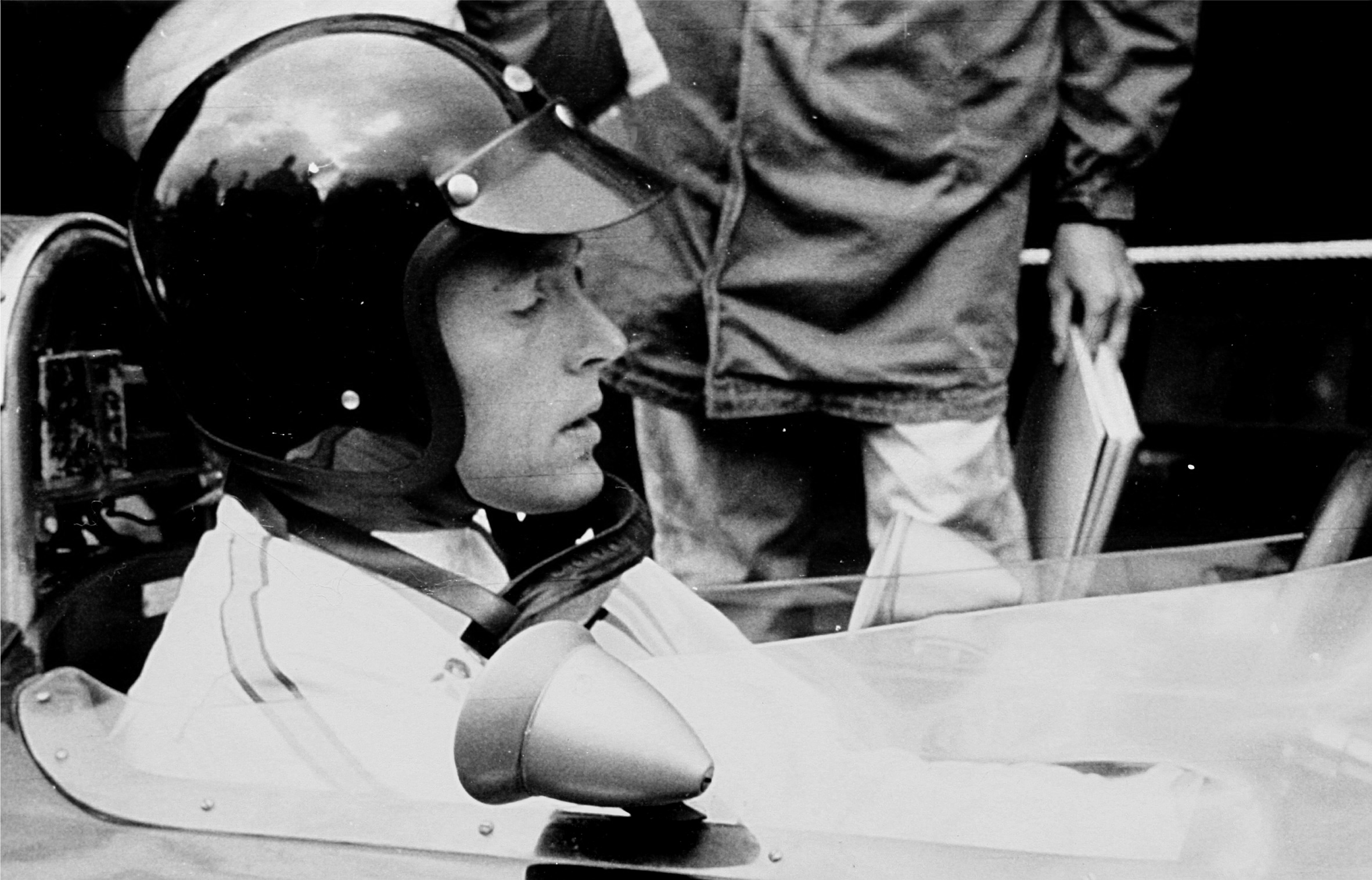
Дэн Герни

- Быков, Владимир Викторович (68) — советский и российский хоккеист и тренер, мастер спорта по хоккею[201].
- Викторов, Владимир Андреевич (84) — советский и российский учёный в области медицинского приборостроения, генеральный директор ЗАО «ВНИИМП-ВИТА» (с 1992) академик РАМН (2002—2013), академик РАН (с 2013), заслуженный деятель науки Российской Федерации (2001)[202].
- Гарсиа Баэна, Пабло (94) — испанский поэт[203].
- Герни, Дэн (86) — американский автогонщик[204].
- Лабович, Марк (93) — канадский хоккеист («Нью-Йорк Рейнджерс»)[205].
- Лазарек, Гжегож (53) — польский футболист, сын тренера сборной Польши по футболу Войцеха Лазарека[206].
- Маникан, Спэнки (75) — филиппинский актёр[207].
- Реджис, Сирилл (59) — британский футболист, нападающий[208].
- Уилсон, Хью (74) — американский режиссёр и сценарист[209].
- Фонтан, Франсуа (88) — французский кардиохирург, иностранный член РАН (2014)[210].

## 13 января

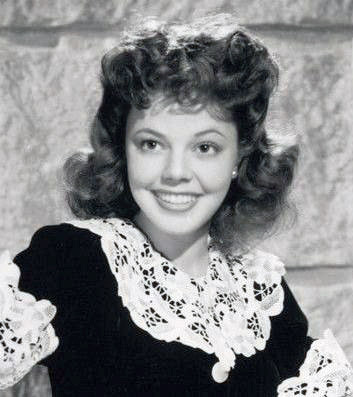
Джин Портер

- Бараев, Владимир Владимирович (84) — советский и российский писатель, философ, журналист[211].
- Бумба, Вацлав (92) — чешский астрофизик, иностранный член РАН (1991; иностранный член АН СССР с 1988)[212].
- Виноград, Элияху (91) — израильский юрист и судья, председатель окружного суда в Тель-Авиве и судья Верховного суда Израиля[213].
- Панусис, Цимис (63) — греческий музыкант и актёр[214].
- Портер, Джин (95) — американская актриса[215].
- Роча, Хулио (67) — президент Федерации футбола Никарагуа и президент Центральноамериканского футбольного союза[216].
- Хаззаз, Мохаммед (72) — марокканский футбольный голкипер, участник чемпионата мира (1970)[217].
- Цыганков, Виталий Владимирович (62) — советский и российский поэт, журналист, публицист[218].
- Чон Ги-сан (59) — южнокорейский режиссёр; ДТП[219].
- Шустер, Вальтер (88) — австрийский горнолыжник, бронзовый призёр зимних Олимпийских игр в Кортина-д’Ампеццо (1956)[220].
- Дарманто Ятман (75) — индонезийский поэт и педагог-психолог[221].
- Яненко, Сергей Михайлович (60) — советский и украинский спортсмен и тренер, мастер спорта международного класса СССР (1987); чемпион мира в беге на 100 км в Винсхотене (1997)[222].

## 12 января
- Авенданьо, Роберто (70) — чилийский актёр[223].
- Арце, Хошеан (78) — испанский баскский поэт[224].
- Баяков, Фахридин (68) — советский и киргизский комузист, профессор, народный артист Кыргызстана[225].
- Бёхолс, Эдди (73) — нидерландский велогонщик, серебряный призёр чемпионата мира по шоссейным велогонкам в Нюрбургринге (1966)[226].
- Дорен, Франсуаза (89) — французская писательница и сценарист[227].
- Жмойдяк, Ростислав Афанасьевич (81) — белорусский географ и картограф, профессор[228].
- Максимов, Леонид Александрович (86) — советский и российский физик, член-корреспондент РАН (1997)[229].
- Маринеску, Лукреция (Лаки Маринеску) (83) — румынская эстрадная певица[230].
- Маймусов, Дмитрий Федосович (93) — советский и российский почвовед, доктор сельскохозяйственных наук, профессор Смоленского государственного университета.
- Ритзен, Леон (78) — бельгийский футболист, игрок сборной Бельгии[231].
- Танни, Джон (83)  — американский политик,  сенатор США от Калифорнии (1971—1977), член Палаты представителей США от 38-го избирательного округа штата Калифорния (1965—1971)[232].
- Фюрст, Петер (84) — австрийский фотограф[233].
- Челику, Реджеп (63) — албанский танцовщик и хореограф[234].
- Эмберг, Белла (80) — британская актриса[235].

## 11 января

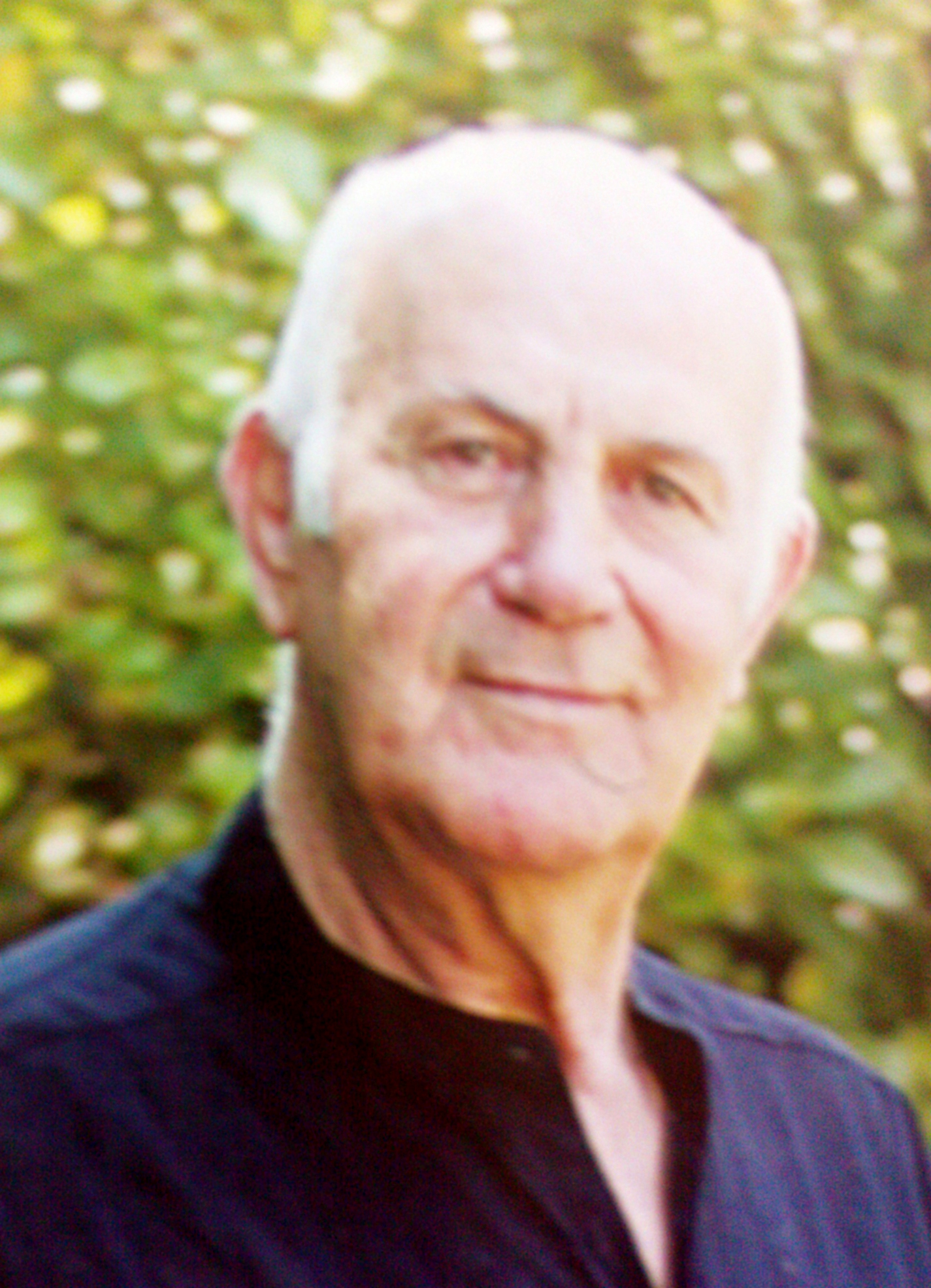
Такис Лукандис

- Брезинский, Стефан (86) — болгарский филолог-славист[236].
- Бурмистров, Александр Владимирович (52) — советский и российский боксёр, тренер, мастер спорта международного класса[41].
- Вайспапир, Аркадий Моисеевич (96) — участник Великой Отечественной войны, один из девяти военнопленных, возглавивших восстание в нацистском лагере Собибор[237].
- Галеева, Асия Амировна (88) — советская и российская актриса театра, народная артистка Татарской АССР (1982)[238].
- Гарсия, Рауль Антонио (55) — сальвадорский футболист, вратарь сборной Сальвадора (1986—1997)[239].
- Гэйгер, Стефани (48) — американский режиссёр, сценарист и оператор[240][241].
- Коул, Джеррард (89) — американский легкоатлет, серебряный призёр летних Олимпийских игр в Хельсинки (1952)[242].
- Луканидис, Такис (80) — греческий футболист, игрок сборной Греции[243].
- Пенсмей, Пьер (61) — французский органист[244].
- Сильва Осорио, Мерседес (?) — перуанский продюсер[245].
- Тадэ, Элеонора Сергеевна (85) — советский и российский сценарист анимационного кино, театровед, критик[246].
- Юдовская, Анна Яковлевна (86) — советский и российский педагог, методист, автор школьных учебников по новой истории[247].
- Юсупов, Магомед Юсупович (82) — советский и российский дагестанский партийный и государственный деятель, первый секретарь Дагестанского обкома КПСС (1983—1990)[248].

## 10 января

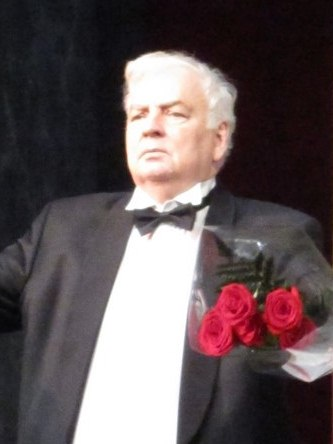
Михаил Державин

- Балли, Этьен (94) — французский спринтер, чемпион Европы в беге на 100 метров (1950)[249].
- Боголюбов, Леонид Наумович (87) — советский и российский педагог, доктор педагогических наук, профессор, академик РАО (2001)[250].
- Державин, Михаил Михайлович (81) — советский и российский актёр театра и кино, телеведущий, артист Московского академического театра сатиры, народный артист РСФСР (1989)[251].
- Келлгрен, Кэтрин (48) — американская рассказчица, актриса озвучивания и театра[252].
- Кениньш, Индулис (86) — советский и латвийский историк. Доктор педагогических наук, почётный доктор АН Латвии[253].
- Кларк, Эдди (67) — британский рок-музыкант, гитарист группы Motörhead[254].
- Лефевр, Лис (37) — — бельгийская певица, исполнительница кабаре, комедиантка, журналистка и радиоведущая; падение[255].
- Лукманов, Халил Хамитович (58) — советский и российский боксёр и тренер по боксу, заслуженный тренер Российской Федерации (2003)[256].
- Маршан, Филипп (78) — французский государственный деятель, министр внутренних дел Франции (1991—1992)[257].
- Новелли, Новелло (87) — итальянский актёр[258].
- Топаллер, Виктор Александрович (59) — советский, израильский и американский писатель, журналист, режиссёр, теле- и радиоведущий, сценарист[259].
- Фишер, Дэвид (88) — английский писатель и киносценарист[260].

## 9 января

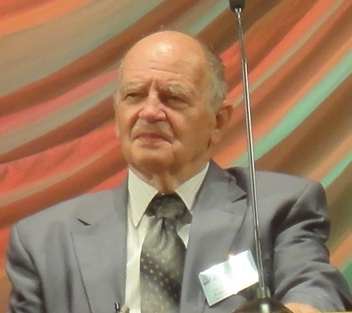
Евгений Аврорин

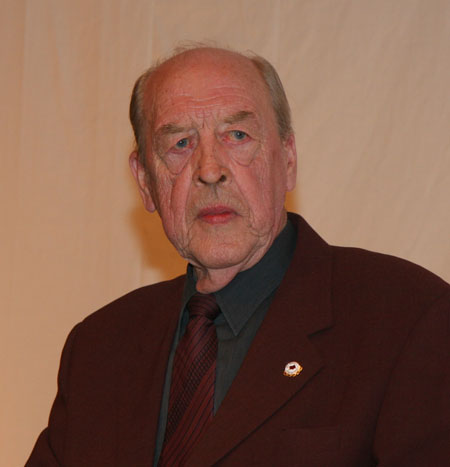
Одвар Нурдли

- Аврорин, Евгений Николаевич (85) — советский и российский физик-теоретик, академик РАН (1992), Герой Социалистического Труда (1966), лауреат Ленинской премии (1963)[261].
- Банашак, Богуслав (62) — польский юрист, судья Конституционного суда Польши[262].
- Ведерников, Александр Филиппович (90) — советский и российский оперный певец (бас), педагог, солист Большого театра СССР (1958—1990), народный артист СССР (1976), лауреат Государственной премии СССР (1969)[263].
- Ганеев, Евгений Яковлевич (69) — директор детского музыкального театра «Зазеркалье» (1999—2012), сооснователь и генеральный директор национальной премии и фестиваля театрального искусства для детей «Арлекин» (2004—2011), заслуженный работник культуры России (2006)[264].
- Госданкер, Вениамин Вениаминович (92) — советский и российский музейный работник, директор Ставропольского краеведческого музея, участник Великой Отечественной войны, заслуженный работник культуры Российской Федерации[265].
- Кондратов, Виктор Евгеньевич (75) — российский государственный деятель, член Совета Федерации (2006—2010), полномочный представитель Президента РФ в Приморском крае (1997—1999), начальник Управления ФСБ по Приморскому краю (1991—1999), генерал-лейтенант[266].
- Лоуренс, Томми (77) — британский футболист, вратарь («Ливерпуль», 1957—1971)[267].
- Марш, Теренс (86) — американский художник-постановщик кино, обладатель премии «Оскар» (1965, 1968)[268].
- Матюнин, Валерий Михайлович (57) — советский и российский футболист, нападающий, обладатель Кубка СССР в составе клуба «Динамо» (Москва) (1984)[269].
- Минлос, Роберт Адольфович (86) — советский и российский математик[270].
- Нурдли, Одвар (90) — норвежский государственный деятель, премьер-министр Норвегии (1976—1981)[271].
- Пастухов, Эдуард Андреевич (83) — советский и российский физикохимик, доктор химических наук, профессор, член-корреспондент РАН (1994)[272].
- Перниола, Марио (76) — итальянский философ, профессор эстетики и писатель[273].
- Хризостом (Димитриадис) (73) — епископ Константинопольской православной церкви, митрополит Симийский (с 2004)[274].

## 8 января

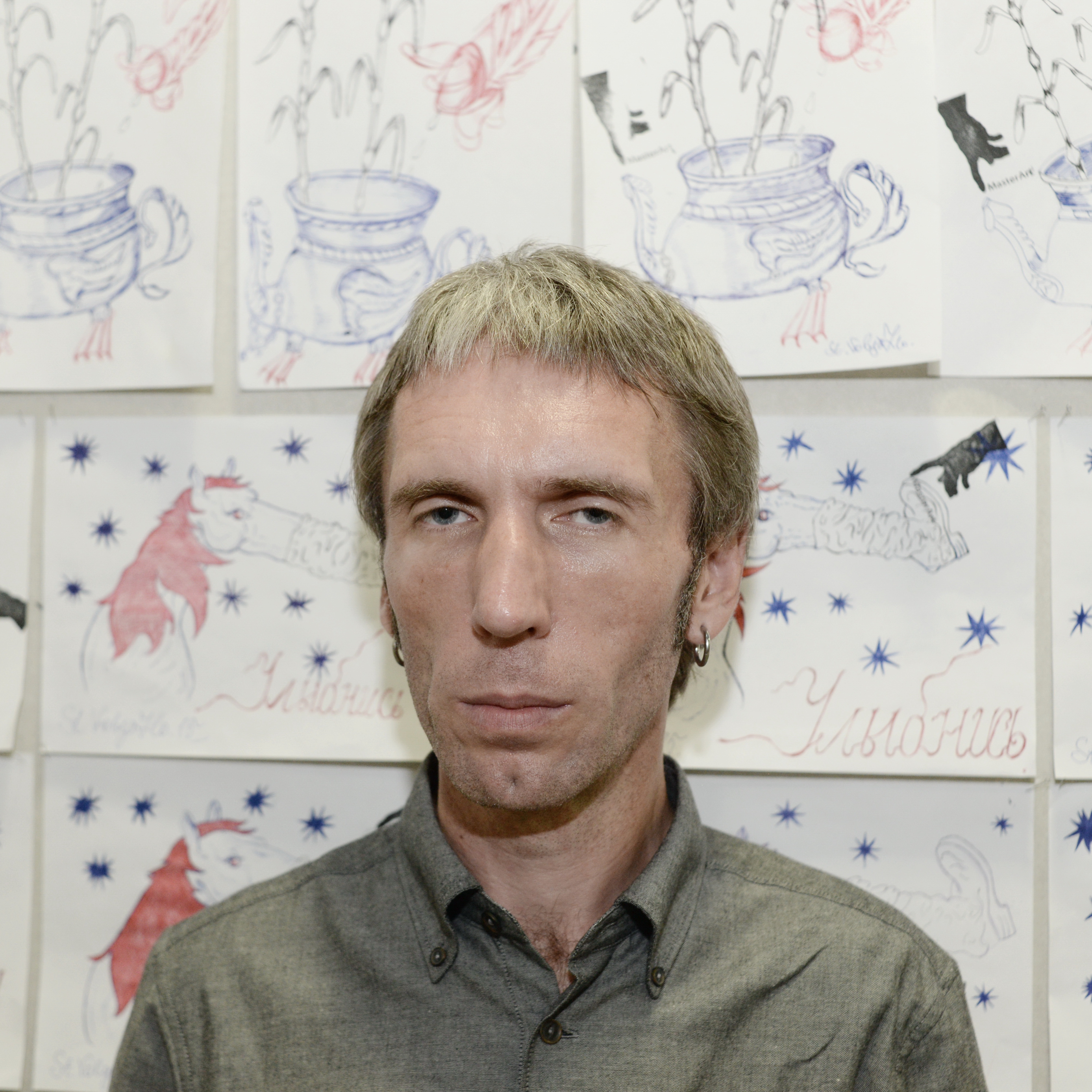
Станислав Волязловский

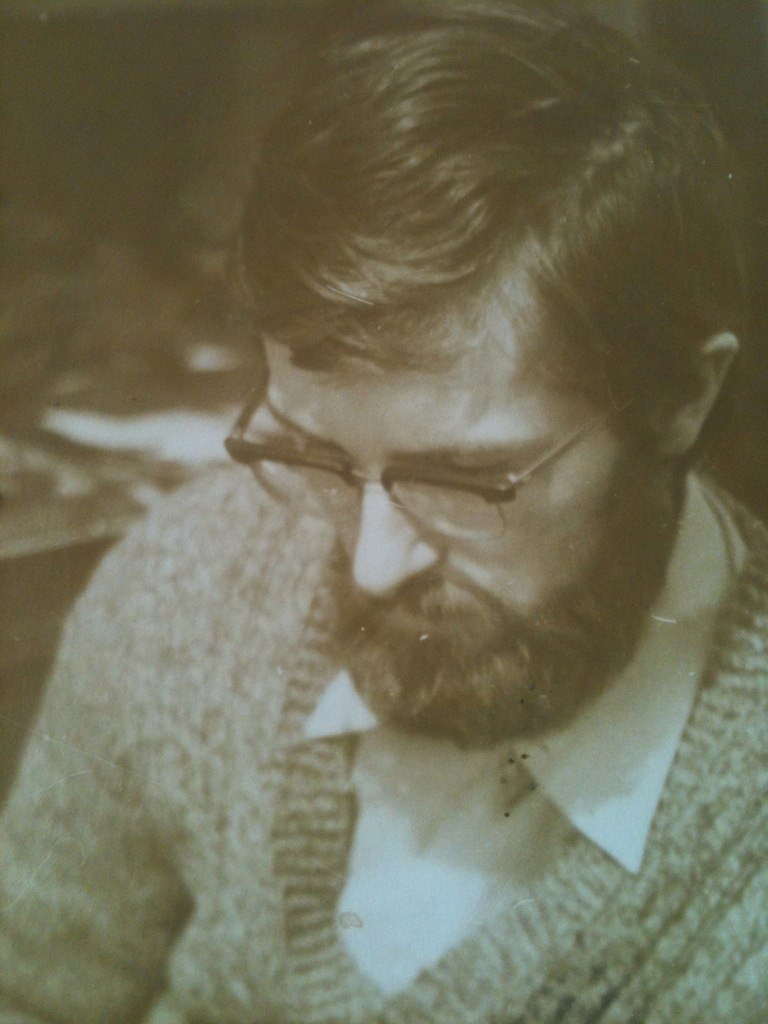
Владимир Кельм

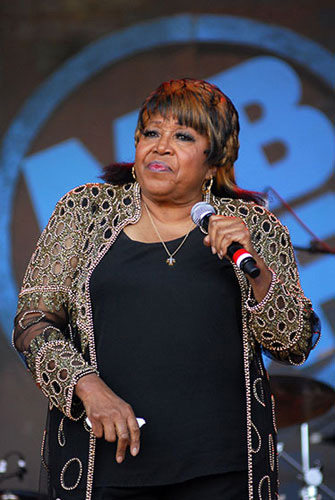
Дениз Лассаль

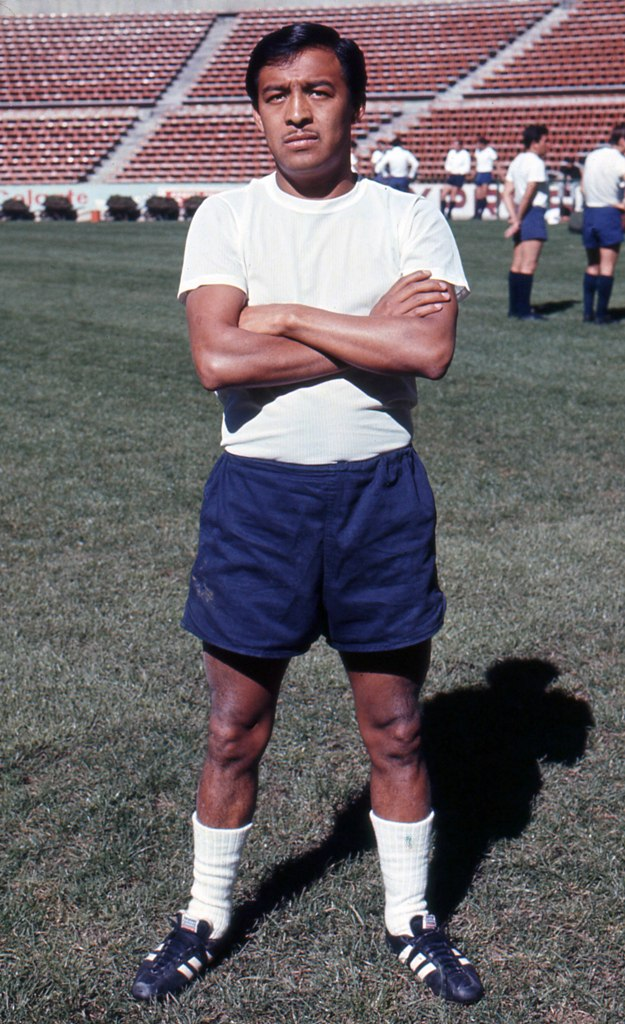
Антонио Мунгия

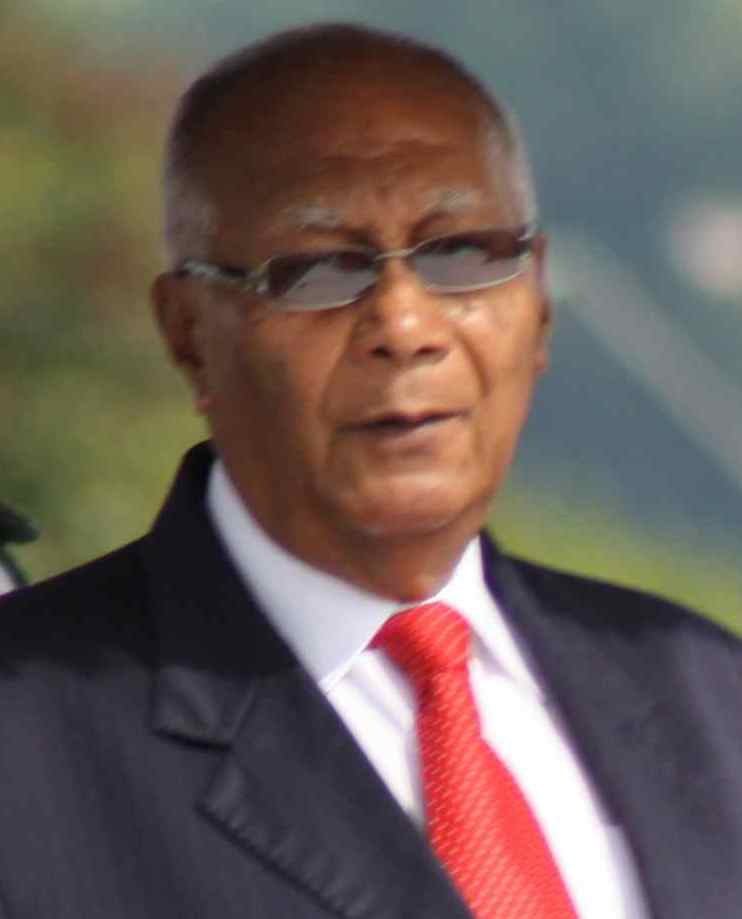
Джордж Ричардс

- Атгазис, Марис (82) — советский и латвийский историк и археолог[275].
- Берналь, Агустин (59) — мексиканский актёр[276].
- Волязловский, Станислав (46) — украинский художник[277].
- Гарсия, Хуан Карлос (29) — гондурасский футболист, игрок национальной сборной[278].
- Джозеф, Дженни (85) — английская поэтесса и прозаик[279].
- Карр, Шон (49) — английский рок-музыкант, бизнесмен, байкер, бывший зять Юлии Тимошенко .
- Кельм, Владимир Оскарович (64) — советский и российский скульптор, художник[280].
- Ласаль, Дениз (78) — американская певица и автор песен[281].
- Лордкипанидзе, Мариам Давидовна (95) — советский и грузинский историк, академик Академии наук Грузии (1993), доктор исторических наук (1963), профессор[282].
- Майкл Джон Хар, 2-й виконт Блэкенхем (79) — английский пэр, виконт Блэкенхем (с 1982 года)[283].
- Макумби, Джеймс — угандийский врач и государственный деятель, министр здравоохранения Уганды[284].
- Мзареулов, Константин Давидович (63) — советский и российский писатель[285].
- Мунгия, Антонио (72) — мексиканский футболист, игрок национальной сборной, участник чемпионата мира (1970)[286].
- Обек, Ханс (69) — датский футболист, лучший футболист Дании 1973 года, лучший бомбардир чемпионата Дании 1973 и 1980[287].
- Ричардс, Джордж Максвелл (86) — тринидадский государственный деятель, президент Тринидада и Тобаго (2003—2013)[288].
- Роудс, Доннелли (80) — канадский актёр[289].
- Харт, Падди (86) — ирландский государственный и политический деятель, министр телекоммуникаций Ирландии (1981—1982)[290].
- Энглих, Ивонн (38) — немецкий борец в вольном стиле и тренер[291].

## 7 января

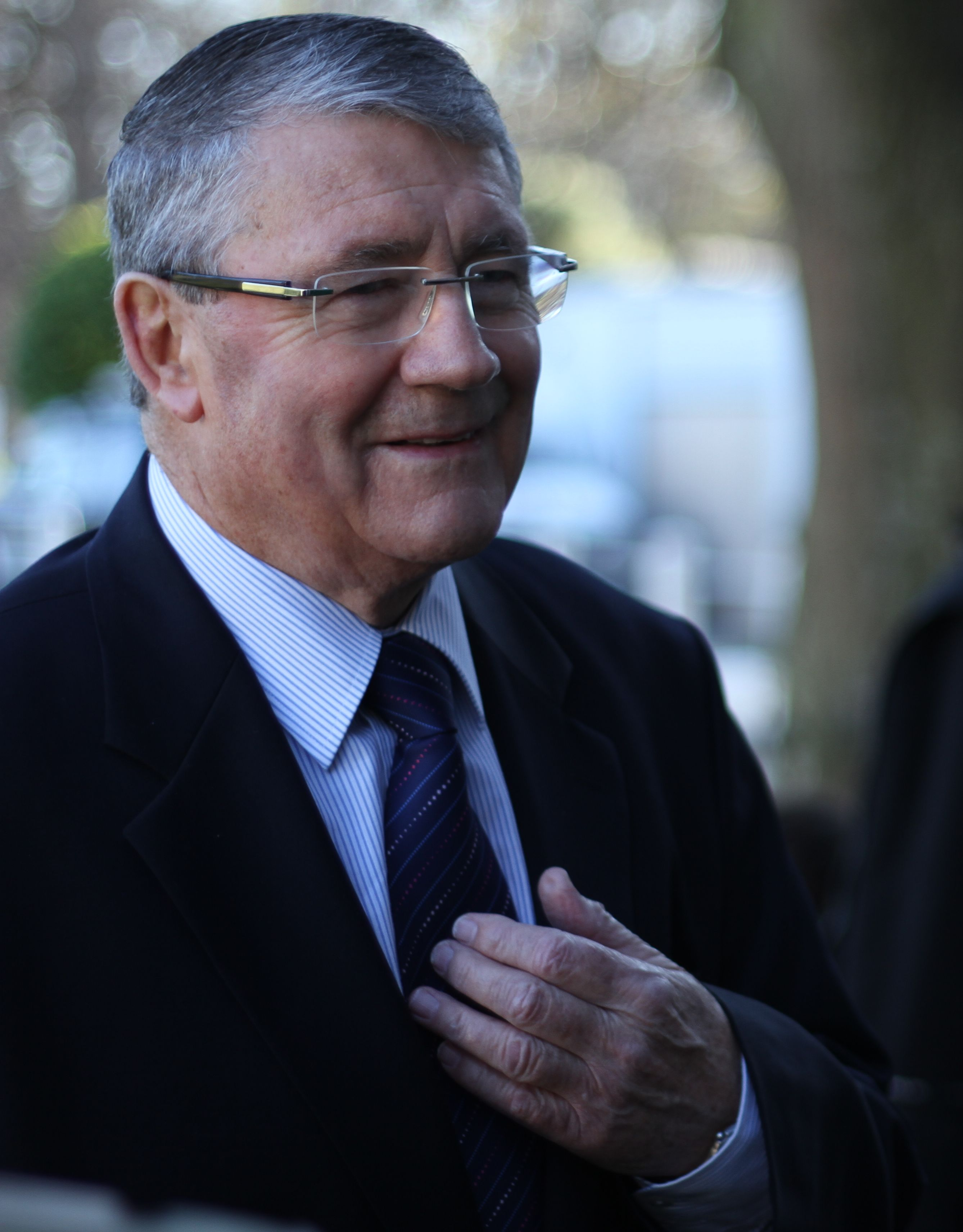
Андертон, Джим

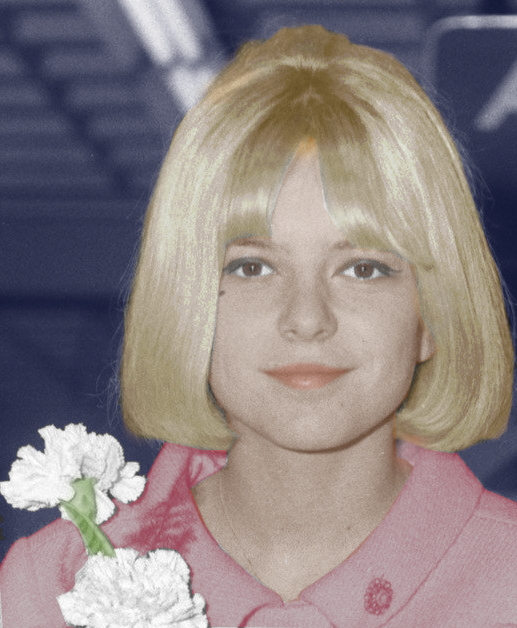
Франс Галль

- Андертон, Джим (79) — новозеландский политический и государственный деятель, заместитель премьер-министра (1999—2002), председатель Лейбористской партии (1979—1984)[292].
- Бурчик, Алексей Петрович (64) — советский и российский баскетболист, призёр чемпионатов Европы и мира, президент Федерации баскетбола Санкт-Петербурга (с 2015)[293].
- Вьяс, Шри Валлабх (60) — индийский актёр[294].
- Галль, Франс (70) — французская певица, победительница конкурса песни Евровидение (1965)[295].
- Инто, Маркку (72) — финский поэт[296].
- Йоити, Такаси (89) — японский детский писатель, популяризатор науки[297].
- Нова, Оливия (20) — американская порноактриса[298].
- Панкратов, Юрий Иванович (80) — советский военачальник, начальник Политуправления Прикарпатского военного округа, генерал-лейтенант в отставке[299].
- Плакида (Дезей) (91) — священнослужитель Константинопольской православной церкви, архимандрит, основатель, игумен и духовник двух подворий афонского монастыря Симонопетра во Франции: мужского монастыря святого Антония Великого и женского Покровского монастыря[300].
- Сазерленд, Питер (71) — ирландский бизнесмен и государственный деятель, председатель правления Goldman Sachs (1995—2015), генеральный прокурор Ирландии (1981—1982, 1982—1984), генеральный директор ГАТТ (1993—1995) и ВТО (1995)[301].
- Ташмухамедов, Феликс Мастибекович (91) — советский таджикский советский драматург, режиссёр, театральный педагог [?].
- Хейз, Анна Мэй (97) — американский военный деятель, бригадный генерал Армии США, первая американская женщина, достигшая генеральского звания[302].
- Цутия, Гарон (70) — японский сценарист-мангака[303].

## 6 января

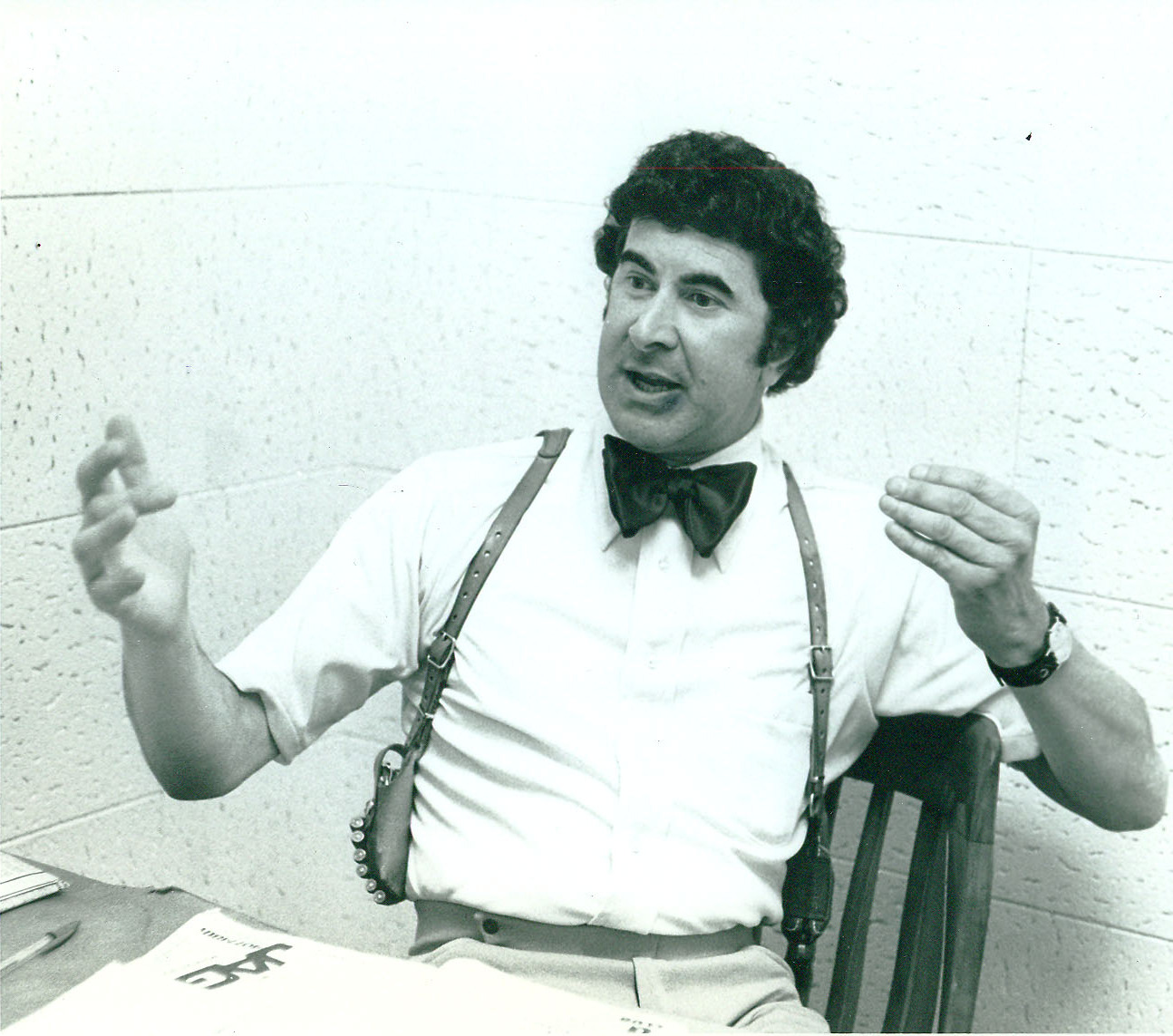
Дэйв Тоски

- Брандейс, Эльза (110) — венгерская долгожительница, праведница народов мира[304].
- Димитров, Добрин Дмитриевич (93) — советский болгарский военный, заместитель начальника гражданской обороны Народной Республики Болгарии (1977—1989), генерал-лейтенант в отставке[305]
- Иншаков, Олег Васильевич (65) — советский и российский экономист, ректор Волгоградского государственного университета (1995—2014)[306].
- Кабальеро Вела, Энрике (65) — мексиканский актёр[307].
- Престон, Питер (79) — британский журналист, редактор The Guardian (1975—1995), председатель Международного института прессы (1995—1997)[308].
- Радж, Балдев (70) — индийский физик, директор Центра атомных исследований имени Индиры Ганди, директор Национального института перспективных исследований[309].
- Струздюмов, Николай Трофимович (82) — советский и российский писатель[310].
- Талызина, Нина Фёдоровна (94) — советский и российский психолог, специалист в области педагогической психологии, действительный член Академии педагогических наук СССР (1989—1991), действительный член Российской академии образования (c 1993)[311].
- Тиссен, Грета (90) — американская актриса[312].
- Тоски, Дэйв (86) — бывший инспектор Департамента полиции Сан-Франциско, главный следователь по делу серийного убийцы «Зодиака»[313].
- Узиэль, Батья (84) — израильская художница[314].
- Хантер, Род (74) — канадский кёрлингист, двукратный чемпион мира (1970, 1971)[315].
- Цангаридес, Крис (61) — британский музыкальный продюсер и звукорежиссёр[316].
- Чаушев, Вели (83) — болгарский театральный актёр, артист Болгарского театра сатиры[317].
- Эшенфелтер, Хорэйс (94) — американский легкоатлет, чемпион летних Олимпийских игр в Хельсинки (1952)[318].

## 5 января

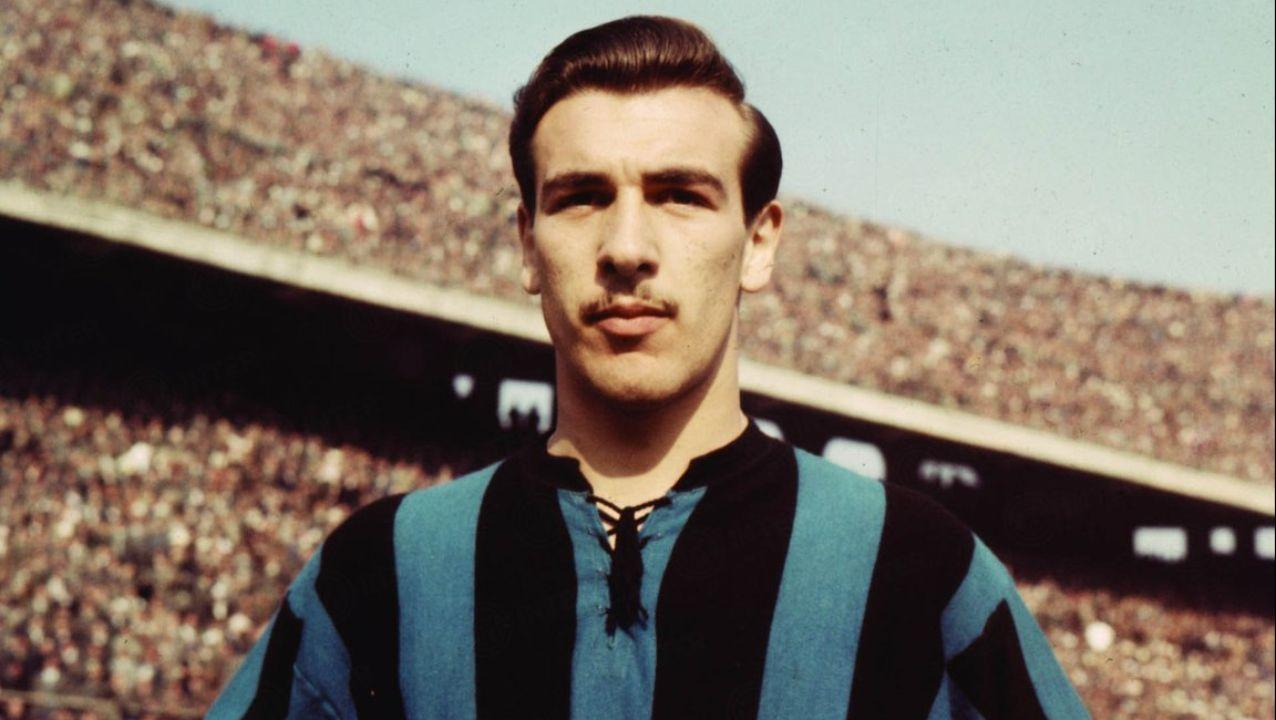
Антонио Анджелило

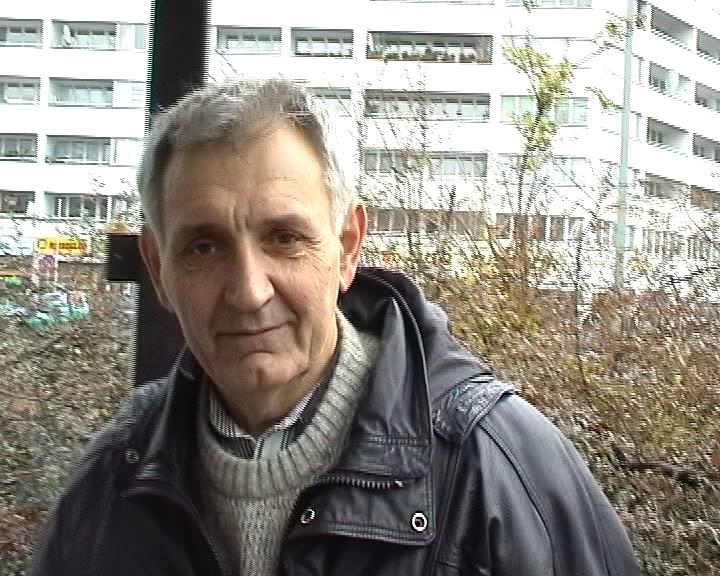
Виктор Сокирко

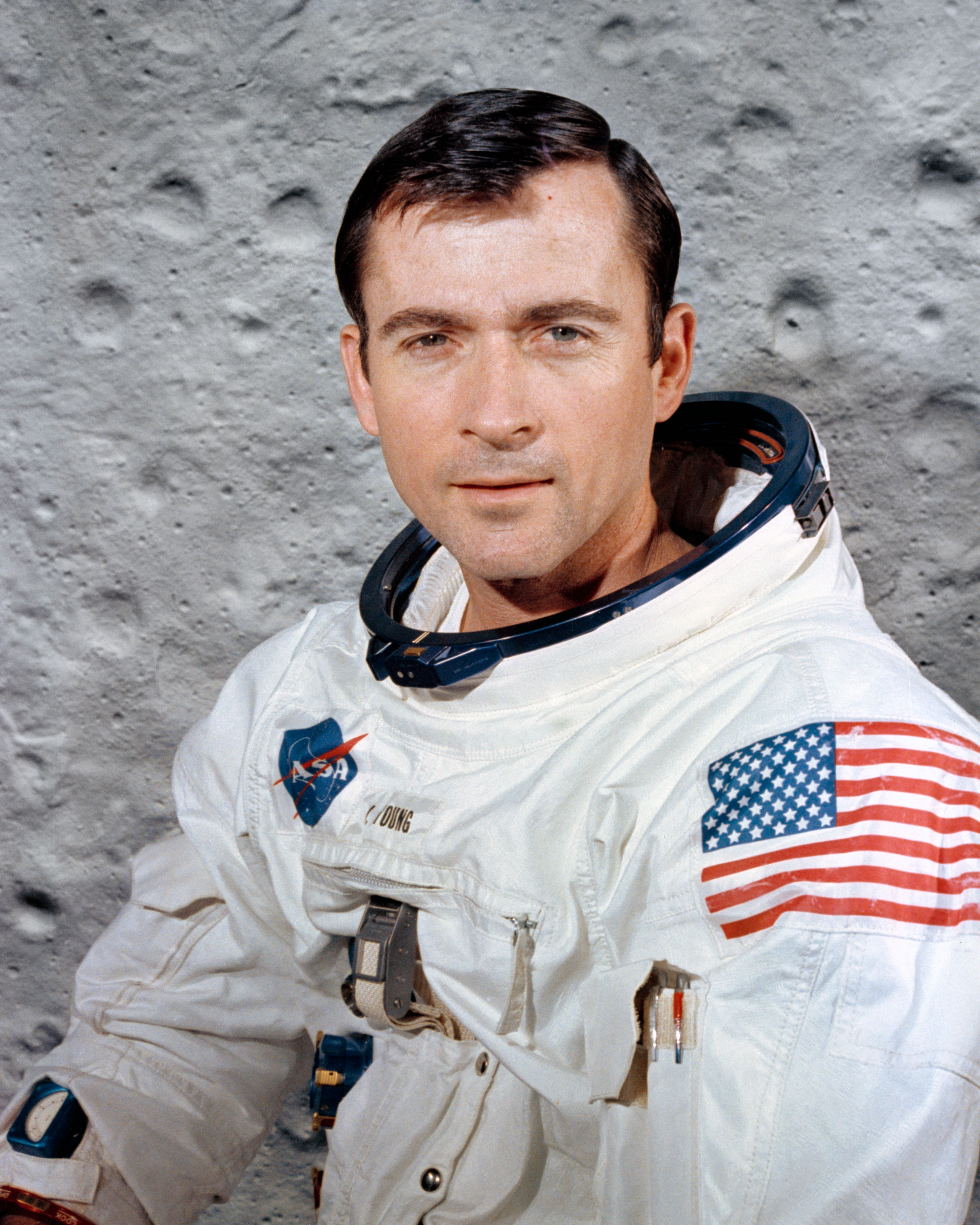
Джон Янг

- Айзеншарф, Алла Наумовна (81) — русская поэтесса и педагог[319].
- Анджелилло, Антонио (80) — аргентинско-итальянский футболист, нападающий («Бока Хуниорс», «Интер», «Рома», «Милан») и тренер[320]
- Асгар Хан (96) — пакистанский военный, государственный и политический деятель, маршал авиации, главнокомандующий военно-воздушными силами Пакистана (1957—1965), президент Pakistan International Airlines (1965—1968), основатель и председатель партии Техрик-э-Истикляль (1970—2011)[321].
- Баба, Мунтазир (68) — пакистанский поэт[322].
- Бойсан, Айдын (96) — турецкий архитектор[323].
- Бопп, Томас (68) — американский астроном, сооткрыватель кометы Хе́йла — Бо́ппа[324].
- Ван Дайк, Джерри (86) — американский актёр[325].
- Круг, Вячеслав (Kroog MC) (31) — русский рэпер[326].
- Генист, Жак (98) — канадский врач и учёный[327].
- Гулиев, Валех Джафар оглу (74) — советский, азербайджанский и российский учёный-математик, доктор физико-математических наук[328].
- Зинаков, Анатолий Михайлович (81) — российский военный конструктор, разработчик вооружений, лауреат Государственной премии СССР (1981) [?].
- Кеттенбах, Ханс (89) — немецкий журналист и писатель[329].
- Кони, Карлос (91) — бразильский журналист и писатель, член Бразильской академии литературы[330].
- Лабуда, Мариан (73) — чехословацкий и словацкий актёр[331].
- Либерман, Серж (75) — австралийский врач и писатель[332].
- Озкул, Мюнир (92) — турецкий актёр[333].
- Педретти, Карло (89) — итальянский историк, крупнейший специалист по жизни и творчеству Леонардо да Винчи[334].
- Рипа ди Миана, Марина (76) — итальянская писательница, актриса и режиссёр[335].
- Сайкс, Уильям Расселл (90) — английский и новозеландский ботаник, специалист по флоре Океании[336].
- Сокирко, Виктор Владимирович (79) — советский диссидент, правозащитник[337].
- Фудзиока, Микио (36) — японский гитарист, участник группы BABYMETAL; несчастный случай[338].
- Чукаева, Ирина Ивановна (67) — советский и российский врач и телеведущая[339].
- Янг, Джон (87) — американский астронавт, первым совершивший 6 полётов, командовавший космическими кораблями 4 типов, 9-й человек на Луне[340].

## 4 января

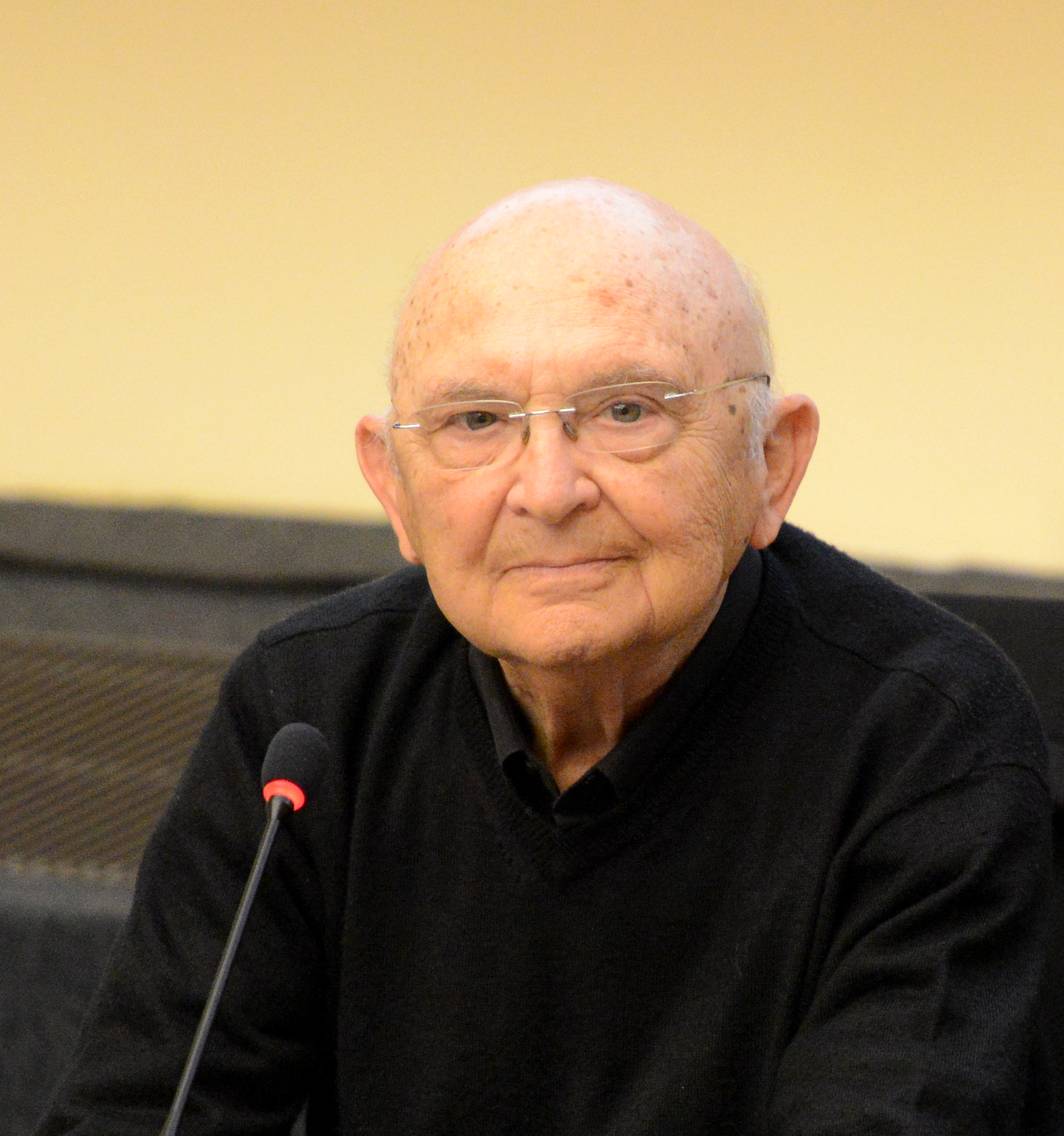
Аарон Аппельфельд

- Аппельфельд, Аарон (85) — израильский писатель и поэт[341].
- Бирн, Брендан (93) — американский государственный деятель, губернатор Нью-Джерси (1974—1982)[342].
- Боголиб, Татьяна Максимовна (57) — советский и украинский экономист, доктор экономических наук[343].
- Брост, Йоханнес (71) — шведский актёр[344].
- Еннингер, Филипп (85) — немецкий государственный деятель, президент Бундестага (1984—1988)[345].
- Камара, Набу Лайе (66) — гвинейский футболист и тренер[346].
- Курочкин, Александр Владимирович (66) — глава администрации Вологды (1994—1995)[347].
- Лэндерс, Гарри (96) — американский актёр (о смерти стало известно в этот день)[348][349].
- Пурджафар, Амирхосейн (18) — иранский преступник, в несовершеннолетнем возрасте изнасиловавший и убивший 6-летнюю девочку; повешен.
- Рэй, Томас (76) — основатель группы The Moody Blues, музыкант и актёр[350].
- Чухрай, Пётр Павлович (67) — украинский бандурист-виртуоз, общественный деятель, заслуженный артист УССР (1981), народный артист Украины (2000), профессор[351].
- Шишина, Юлия Григорьевна (88) — российский врач-психиатр, журналист, поэтесса и художница[352].
- Янкилевский, Владимир Борисович (79) — советский и российский художник, один из родоначальников московского концептуализма[353].

## 3 января
- Брамби, Колин (84) — австралийский композитор и дирижёр[354].
- Бьянки, Луиджи Альберто (73) — итальянский скрипач и альтист[355].
- Зайцев, Олег Серафимович (82) — советский и российский ученый, заведующий лабораторией методики обучения химии в высшей и общеобразовательной школе химического факультета МГУ. Заслуженный деятель науки Российской Федерации (1996)[356].
- Ефимова, Людмила Борисовна (80) — советский и белорусский дирижёр, народный артист Белоруссии[357].
- Кгозитсиле, Кеорапетсе (79) — южноафриканский поэт[358].
- Малышев, Николай Иванович (68) — участник Афганской войны, Герой Советского Союза (1987); ДТП[359].
- Микаллеф, Фрэнсис Джордж Адеодат (89) — католический прелат, епископ, викарий апостольского викариата Кувейта (1981—2005)[360].
- Менендес, Аурелио (90) — испанский государственный деятель, министр образования (1976—1977)[361].
- Рагоссинг, Конрад (85) — австрийский гитарист[362].
- Сагнер, Алан (97) — американский бизнесмен, председатель Портового управления Нью-Йорка и Нью-Джерси (1977—1985)[363].
- Стрельбин, Игорь Сергеевич (43) — российский футболист[364].
- Чалидзе, Валерий Николаевич (79) — советский диссидент, историк, издатель, физик, публицист и правозащитник[365].
- Шарпанский, Ефим Александрович (77) — советский и украинский спортивный журналист и комментатор[366].
- Шахбердыева, Майя (87) — советская и туркменская оперная певица, педагог, народная артистка СССР (1975)[367].

## 2 января

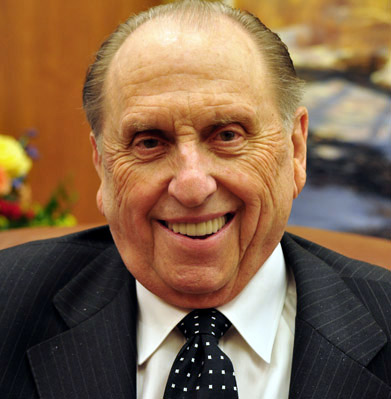
Томас Монсон

- Андель, Рудольф (93) — чешский историк[368].
- Бакстон, Фрэнк (87) — американский актёр[369].
- Генбачёв, Юрий Борисович (76) — советский и российский барабанщик и перкуссионист («Самоцветы», квартет и биг-бэнд Анатолия Кролла, трио Леонида Чижика)[370].
- Ди Клементе, Джованни (69) — итальянский продюсер[371].
- Импозимато, Фердинандо (81) — итальянский судья и прокурор[372].
- Каита, Лаваль (85) — нигерийский государственный деятель, губернатор штата Кадуна (1983)[373].
- Калмаматов, Жыргалбек Айтиевич (44) — киргизский политический деятель, депутат Жогорку Кенеша (с 2015 года)[374].
- Лассаль, Жак (81) — французский драматург и актёр[375].
- Мария, Гида (67) — португальская актриса[376].
- Моинфар, Али Акбар (90) — иранский государственный деятель, министр нефти (1979—1980)[377].
- Монсон, Томас С. (90) — 16-й президент Церкви Иисуса Христа Святых последних дней[378].
- Радха Вишванатан (83) — индийская певица[379].
- Саурьявонг Саванг (80) — глава королевской семьи Лаоса, сын короля Саванга Ватханы[380].
- Сенечич, Желько (84) — югославский и хорватский художник-постановщик, сценарист и режиссёр[381].
- Уист, Джим (71) — канадский хоккеист («Чикаго Блэкхокс», «Ванкувер Кэнакс»)[382].
- Уэйнрайт, Линдон (98) — британский метролог, бальный танцор и автор книг, лауреат танцевальных премий[383].
- Фив, Рональд (87) — американский психиатр, впервые использовавший препараты лития при аффективных расстройствах[384].
- Фило, Армандо (92) — бразильский государственный деятель, министр сельского хозяйства (1961—1962)[385].
- Холл, Рик (85) — американский автор песен и музыкальный продюсер[386].

## 1 января

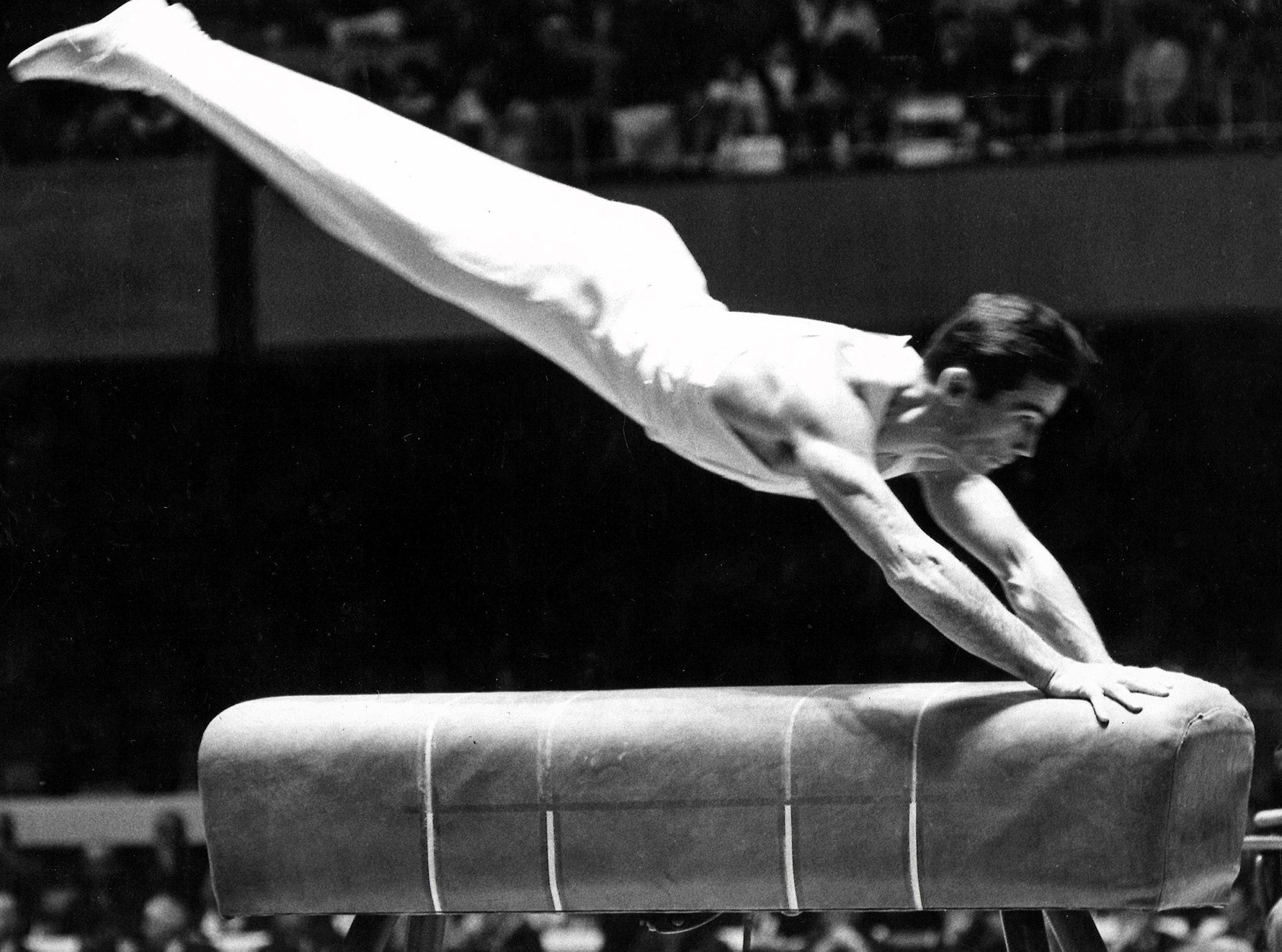
Ханну Рантакари

- Брауэр, Герт (62) — немецкий футболист[387].
- Валашкинас, Викторас (73) — советский и литовский актёр и режиссёр[388].
- Горбач, Павел Михайлович (75) — советский и российский архитектор, главный архитектор Калининграда (1998—2002)[389].
- Йохансен, Ян Отто (83) — норвежский журналист и писатель, главный редактор Dagbladet (1977—1984)[390].
- Манн, Роберт (97) — американский скрипач, композитор и дирижёр, музыкальный педагог[391].
- Нафа, Ибрагим (83) — египетский журналист, редактор газеты «Аль-Ахрам» (1979—2005), председатель Общего союза арабских журналистов (1996—2012)[392].
- Оливенсия Руис, Мануэль (88) — испанский юрист, экономист и дипломат[393].
- Пилар, Вальтер (69) — австрийский писатель и художник[394].
- Рантакари, Ханну (78) — финский гимнаст, бронзовый призёр летних Олимпийских игр в Токио (1964) в опорном прыжке[395].
- Стаччоли, Мауро (80) — итальянский скульптор[396].
- Стюэр, Джон Пол (33) — американский актёр[397].
- Трой, Вольфганг (87) — немецкий оператор[398].
- Уиллис, Бетти (76) — американская соул-певица; убита[399].
- Эдельман, Тедди (76) — датский певец[400].